# Kota Kinabalu
Kota Kinabalu (đọc là [ˈkota kinaˈbalu]), trước đây mang tên Jesselton, là thủ phủ của bang Sabah, Malaysia và cũng là thủ phủ của Phân khu Bờ Tây thuộc bang này. Thành phố có diện tích 351 km², tọa lạc trên bờ biển tây bắc của đảo Borneo và giáp mặt Biển Đông. Phía tây và phía đông thành phố lần lượt giáp Vườn quốc gia Tunku Abdul Rahman và núi Kinabalu. Theo kết quả điều tra năm 2010 thì dân số Kota Kinabalu là 452.058 người, mật độ dân số đạt 1.288 người/km². Vùng đô thị Kota Kinabalu bao gồm cả quận Penampang (176.667 người) có dân số ước tính là 628.725 người.
Lịch sử thành phố được ghi dấu bởi việc Công ty Bắc Borneo thuộc Anh thiết lập một khu định cư nhỏ trên đảo Gaya (ngoài khơi Kota Kinabalu ngày nay) vào năm 1882. 15 năm tồn tại của khu định cư chấm dứt bởi vụ cháy vào năm 1897. Hai năm sau đó, người Anh chọn làng chài Api-Api đối diện đảo Gaya để quy hoạch và phát triển thành thị trấn mới mang tên Jesselton. Dưới sự quản lý của Anh, Jesselton đóng vai trò cảng biển chính đồng thời là trung tâm hành chính của West Coast Residency - một trong ba bộ phận của lãnh thổ bảo hộ Bắc Borneo. Sau Chiến tranh thế giới thứ hai, Jesselton bị san phẳng gần như hoàn toàn. Từ năm 1946, Jesselton trở thành thủ phủ của Bắc Borneo (sau này là Sabah). Cuối năm 1967, thành phố thay sang tên gọi mới là Kota Kinabalu.
Tại Malaysia, Kota Kinabalu được người dân địa phương yêu mến gọi tắt là KK. Thành phố là cửa ngõ tiếp đón du khách đến thăm Sabah và Borneo. Kota Kinabalu vừa có nhiều điểm hút du khách trong và ngoài thành phố, vừa là một trong những trung tâm công nghiệp và thương mại quan trọng của Đông Malaysia. Hai yếu tố này hợp lại tạo nên một Kota Kinabalu phát triển nhanh hàng đầu đầu Malaysia.

## Lịch sử
Kể từ thế kỷ XV, diện tích Jesselton là dưới ảnh hưởng của Đế quốc Brunei. Trước đây, vùng Bắc Borneo (sau này đổi tên thành Sabah) là lãnh thổ của Vương quốc Hồi giáo Brunei trong khi vùng bờ Biển Đông bắc Bắc Borneo là lãnh thổ Vương quốc Hồi giáo Sulu. Năm 1865, viên lãnh sự Hoa Kỳ ở Brunei là Claude Lee Moses đạt được hợp đồng thuê Bắc Borneo. Về sau hợp đồng bị bán lại cho lãnh sự Áo ở Hồng Kông là Baron von Overbeck, để rồi cuối cùng lại được chuyển nhượng cho Alfred Dent - người thành lập Công ty Bắc Borneo thuộc Anh (British North Borneo Company - BNBC) vào năm 1882. Năm 1882, BNBC lập một khu định cư nhỏ nằm trên đảo Gaya trong khu vực vịnh Gaya - nơi đã có người Bajau đã sinh sống từ trước. Chính sách đánh thuế nặng nề lên mặt hàng gạo của BNBC bị vị thương nhân địa phương người gốc Bajau là Mat Salleh kịch liệt chống đối. Năm 1897, ông này cùng những người ủng hộ đã cướp bóc và thiêu rụi khu định cư của Anh.

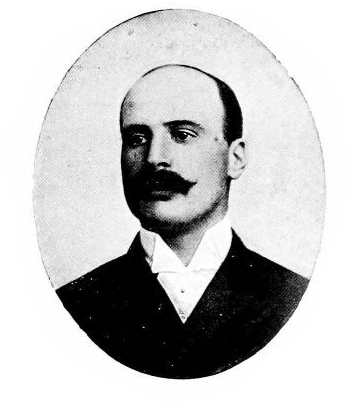
Sir Charles Jessel - Phó Chủ tịch BNBC. Tên gọi Jesselton bắt nguồn từ họ của ông.

Sau vụ việc này, BNBC quyết định dời thị trấn về khu vực vịnh Gatian (nay là vịnh Sepanggar) nhưng nhận thấy rằng địa điểm này không mấy thích hợp. Hai năm sau, tức vào tháng 7 năm 1899, Ủy viên phụ trách đất đai là Henry Walker quyết định chọn khu đất 30 mẫu Anh (12 hecta) ở làng chài Api-Api để làm nơi đóng thị trấn mới. Lý do chọn là vì làng nằm gần tuyến đường sắt Bắc Borneo và có cảng tự nhiên sâu tối đa 24 foot (7,3 m), thuận lợi cho tàu thuyền thả neo. Cuối năm 1899, chính quyền khởi công xây dựng cầu tàu, đê chắn sóng, các tòa nhà chính quyền và các lô cửa hàng. Cũng trong năm 1899, thị trấn mới đổi tên thành Jesselton dựa theo họ của Sir Charles Jessel - Phó Chủ tịch đương nhiệm của BNBC. Bộ máy chính quyền và các chủ cửa hàng dời từ Gatian về Jesselton vào năm 1900. Năm 1905, đường sắt xuyên Borneo nối Beaufort với Jesselton, giúp vận chuyển cao su từ nội địa ra cảng biển này. Dưới sự quản lý của Anh, Jesselton đóng vai trò cảng biển chính đồng thời là trung tâm hành chính của West Coast Residency - một trong ba bộ phận của lãnh thổ bảo hộ Bắc Borneo.

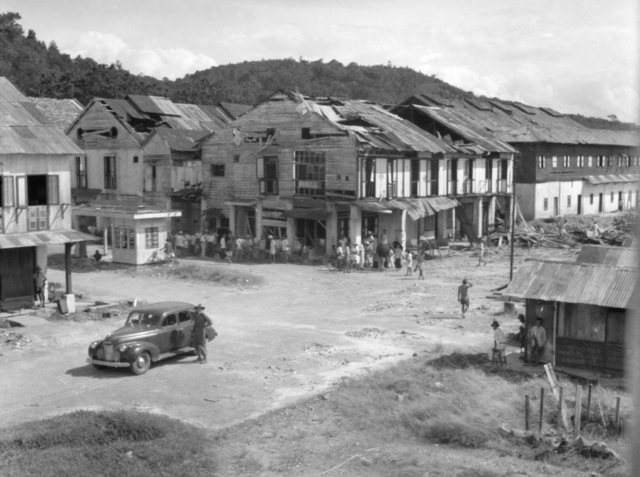
Cảnh tượng đổ nát vì bom của Jesselton trong Chiến tranh thế giới thứ hai. Các vụ ném bom là một phần trong Chiến dịch Borneo do quân Đồng Minh tiến hành vào năm 1945.

Đầu thời Chiến tranh thế giới thứ hai, Jesselton bị chính quân đội Anh tàn phá khi họ rút lui khỏi quân đội Đế quốc Nhật Bản. Ngày 6 tháng 1 năm 1942, người Nhật chiếm Jesselton và sau đó lấy lại tên cũ cho thị trấn là Api. Đây là nơi đóng trụ sở Hiến binh Nhật ở Borneo. Lịch sử thời kì này ghi nhận vài cuộc bạo loạn chống lại ách cai trị của Nhật, và một trong số đó diễn ra vào đêm ngày 9 tháng 10 năm 1943 khi Lực lượng Du kích Kinabalu (tiếng Trung: 神山游擊隊; Hán-Việt: Thần Sơn du kích đội) lãnh đạo 300 thanh niên địa phương nổi lên chống Nhật. Cuối năm 1943, lãnh tụ Albert Kwok (tiếng Trung: 郭益南; Hán-Việt: Quách Ích Nam) bị Nhật bắt rồi bị hành hình vào tháng 1 năm 1944. Những người nổi dậy bị đàn áp đẫm máu. Vào cuối Thế Chiến, phần còn lại của Jesselton gánh chịu bom Đồng Minh cả ngày lẫn đêm trong vòng hơn sáu tháng khi họ tiến hành Chiến dịch Borneo (1945), khiến toàn thành chỉ còn đúng ba toà nhà trụ lại, bao gồm Tháp đồng hồ Atkinson, Toà nhà Địa chính và Bưu điện. Chiến tranh chấm dứt vào ngày 10 tháng 9 năm 1945 khi chỉ huy Tập đoàn quân số 37 của Nhật là Trung tướng Baba Masao tuyên bố đầu hàng.
Công ty Bắc Borneo thuộc Anh trở lại trong tư thế gần như phá sản sau cuộc chiến và không có khả năng chi trả khoản tiền khổng lồ để tái thiết Bắc Borneo. Năm 1946, cả Bắc Borneo trở thành thuộc địa của Hoàng gia Anh. Chính quyền mới quyết định chọn Jesselton làm thủ phủ mới của Bắc Borneo (thay cho thủ phủ cũ Sandakan). Họ lập kế hoạch (về sau tên là "Kế hoạch của Văn phòng Thuộc địa về Tái thiết và Phát triển Bắc Borneo: 1948-1955") nhằm xây dựng lại cơ sở hạ tầng cho Bắc Borneo với chi phí đầu tư 6.051.399 bảng Anh.
Năm 1963, Bắc Borneo cùng Sarawak, Singapore và Liên bang Mã Lai hợp thành Liên bang Malaysia. Bắc Borneo đổi tên thành Sabah và thủ phủ bang vẫn đóng tại Jesselton. Ngày 22 tháng 12 năm 1967, Hội đồng Lập pháp Bang dưới quyền Thủ hiến Tun Mustapha bin Datu Harun đã thông qua dự luật đổi tên Jesselton thành Kota Kinabalu. Ngày 2 tháng 2 năm 2000, Kota Kinabalu được nâng lên cấp thành phố.

### Tên gọi

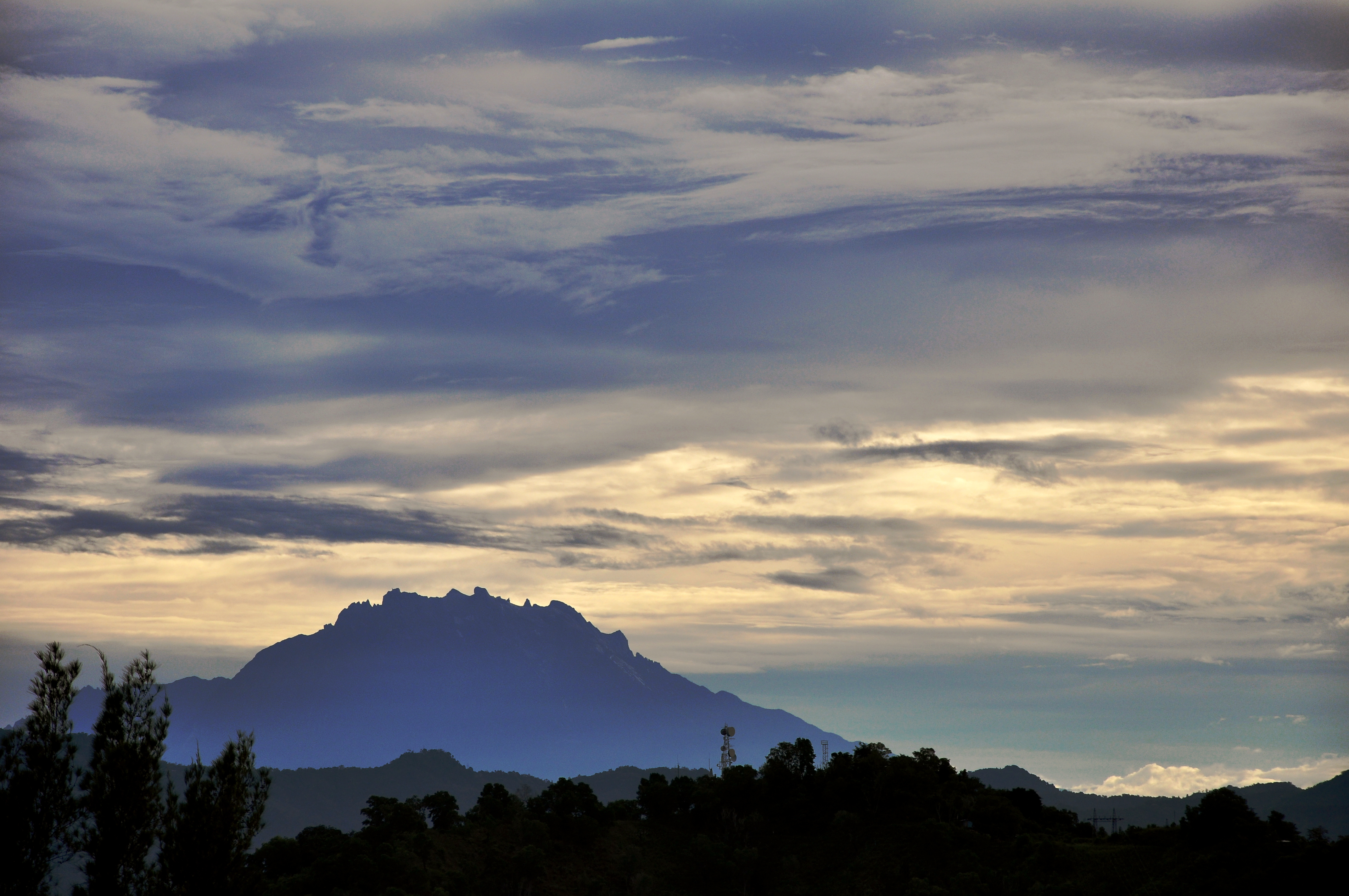
Núi Kinabalu vào một buổi sáng trời nhiều mây

Tên gọi Kota Kinabalu xuất phát từ tên của một ngọn núi nằm cách thành phố 50 km về phía đông bắc. Về phần mình, Kinabalu lại bắt nguồn từ tên gọi Aki Nabalu (nghĩa là "nơi sùng kính người đã khuất"). Cụ thể hơn, Aki có nghĩa là "tổ tiên" hay "ông nội" còn Nabalu là tên của núi này trong tiếng Dusun. Có nguồn cho rằng tên thành phố xuất phát từ tên gọi Ki Nabalu, trong đó Ki nghĩa là "có" hoặc "tồn tại", trong khi Nabalu nghĩa là "linh hồn người đã khuất".
Trong tiếng Mã Lai, kota nghĩa là "pháo đài", "thị trấn" hoặc "thành phố". Một số thị thành ở Malaysia có từ "Kota" trong tên gọi là Kota Bharu, Kota Tinggi và Kota Kenmuning. Người ta cũng dùng từ này trong trường hợp muốn ám chỉ bất kì một thành phố hay thị trấn nào đó một cách không chính thức. Vì vậy, nếu dịch sát thì "Kota Kinabalu" có nghĩa là "thành phố Kinabalu".
Tác giả Wendy Law Suart viết trong quyển sách The Lingering Eye về Bắc Borneo của bà như sau: "ở Bảo tàng Bang Sabah có một bản đồ niên đại 1657 của Hà Lan vẽ Borneo và Celebes, trong đó khu dân cư nơi Jesselton toạ lạc được chú thích rõ ràng là Api Api. Tên này có lẽ có một mối liên hệ nào đó với những cái cây mọc ven biển có bộ rễ sinh động có cùng tên gọi." Thành phố được biết đến với tên gọi "Api" trong tiếng Trung Quốc, bắt nguồn từ phát âm Khách Gia cho từ 亚庇 (tiếng Trung: 亞庇; Hán-Việt: Á Tí; bính âm: Yà Bì).

### Những tên gọi gốc
Có nhiều giả thuyết về nguồn gốc các tên gọi của Kota Kinabalu. Giả thuyết phổ biến nhất là "Api-Api" - đơn giản là "Api" - có nguồn gốc tiếng Mã Lai và nghĩa là "lửa". Giải thích về tên gọi này, có nguồn cho rằng "lửa" ở đây là lửa pháo hoa trong lễ hội của làng nhưng cũng có lời giải thích rằng dân địa phương đặt tên như vậy nhằm tưởng nhớ sự kiện Mat Salleh đốt khu nhà của người Anh hay những vụ cháy do hải tặc gây ra. Cũng có nguồn cho rằng thực ra thành phố được đặt tên theo tên dòng sông gần đó là Sungai Api-Api. Ngoài tên gọi Api-Api thì còn có một danh xưng lịch sử khác là Deasoka, đại khái có nghĩa là "bên dưới cây dừa" trong tiếng Bajau. Dân Bajau địa phương tự cho là đã dùng tên này nhằm chỉ một ngôi làng rợp bóng dừa ở phía nam thành phố. Một tên gọi khác là "Singgah Mata", nghĩa đen là "nơi con mắt dừng lại" nhưng có thể dịch thoát thành "ưa nhìn". Đây là tên gọi mà ngư dân từ đảo Gaya tự cho là đã dùng để chỉ dải đất mà hiện đã trở thành trung tâm thành phố. Ngày nay, các tên gọi trên đã lưu danh vào tên đường hay tên nhà khắp cả thành phố Kota Kinabalu: Lintasan Deasoka, Trung tâm Api-Api và đường Singgah Mata.

## Thủ phủ bang

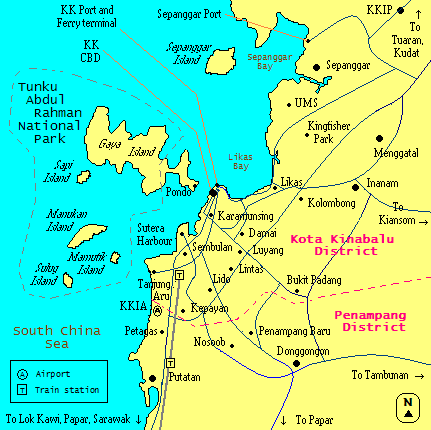
Bản đồ thể hiện sơ lược thành phố Kota Kinabalu và khu vực đô thị. Các đường màu xanh thể hiện những tuyến đường chính; đường màu xám thể hiện các tuyến đường sắt; những đường chấm chấm màu hồng thể hiện ranh giới các quận.

Với vị trí là thủ phủ bang Sabah, Kota Kinabalu đóng vai trò quan trọng trong đời sống chính trị và kinh tế của toàn bang. Thành phố là nơi đặt trụ sở của hầu hết các bộ ngành của chính quyền bang Sabah nói riêng cũng như của liên bang Malaysia nói chung. Trụ sở Hội đồng Lập pháp Bang Sabah toạ lạc gần vịnh Likas. Có bốn nghị sĩ đại diện cho bốn khu bầu cử trong thành phố: Sepanggar (P.171), Kota Kinabalu (P.172), Putatan (P.173) và Penampang (P.174). Thành phố cũng bầu ra chín đại diện vào Hội đồng Lập pháp Bang từ các khu vực bầu cử lập pháp bang, bao gồm Karambunai, Inanam, Likas, Api-Api, Luyang, Tanjung Aru, Petagas, Kepayan và Moyog.

### Chính quyền địa phương và giới hạn thành phố

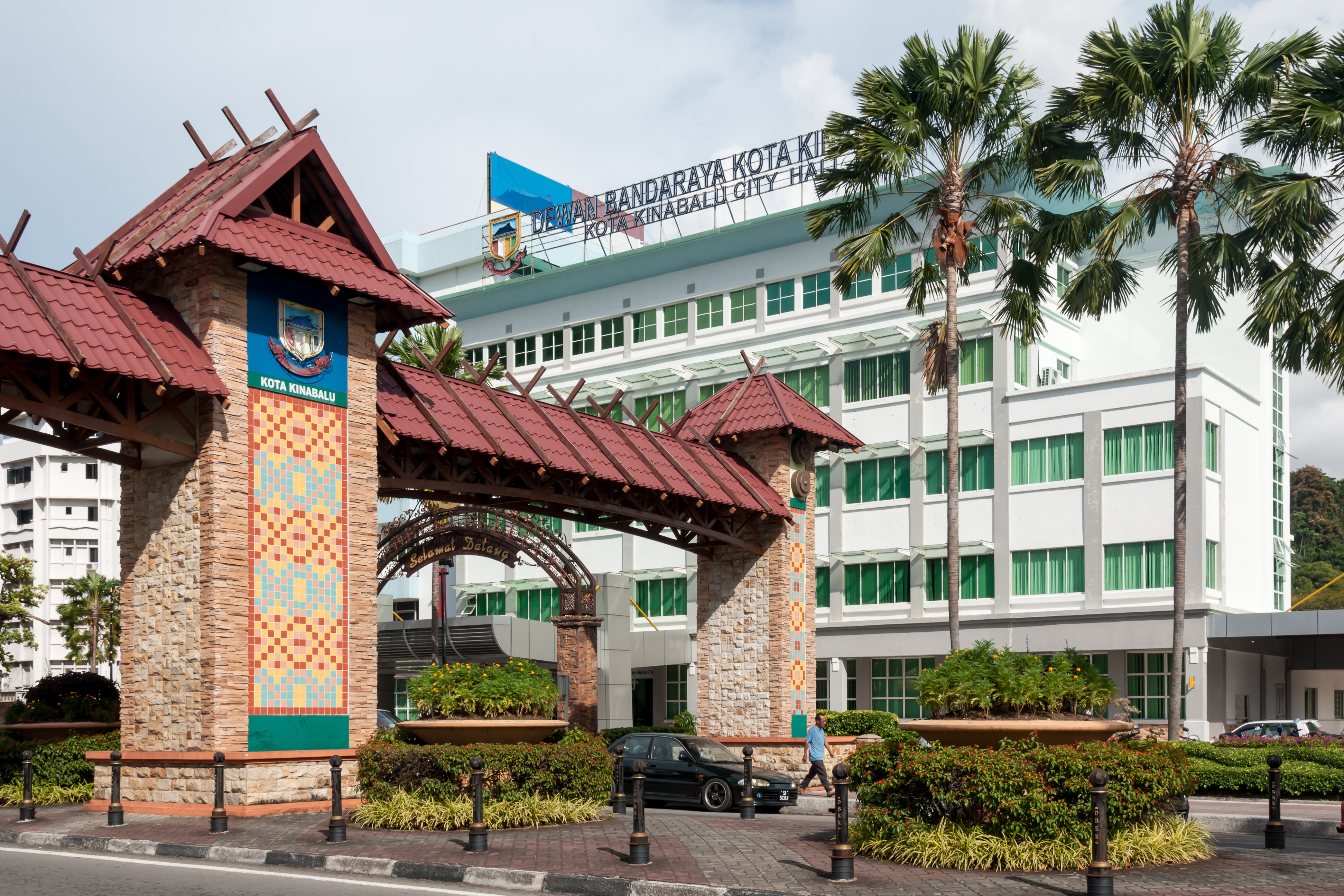
Tòa thị chính Kota Kinabalu

Cơ quan quản lý thành phố là Toà thị chính Kota Kinabalu (Dewan Bandaraya Kota Kinabalu). Thị trưởng đương nhiệm Abidin Madingkir lên nhậm chức thay cho Datuk Iliyas Ibrahim vào ngày 2 tháng 2 năm 2011. Trước khi được nâng cấp thành thành phố vào ngày 2 tháng 2 năm 2000 thì Kota Kinabalu nằm dưới sự quản lý của Majlis Perbandaran Kota Kinabalu (Hội đồng/Toà hành chính thị xã Kota Kinabalu).
Thành phố được quy định nằm trong giới hạn của quận Kota Kinabalu (trước đây là khu tự quản Kota Kinabalu). Diện tích vỏn vẹn 351 km² khiến quận này trở thành quận nhỏ nhất nhưng đông dân nhất của Sabah. Quận bao trùm Tanjung Aru và Kepayan ở phía nam cùng Telipok và Sepanggar ở phía bắc, nhưng vùng đô thị thì mở rộng đến quận Penampang giáp giới phía nam thành phố (bao gồm các thị trấn Donggongon và Putatan). Kota Kinabalu (quận) hợp với khu vực đô thị hoá tiếp giáp thuộc Penampang và Putatan thành một vùng đô thị có tên gọi là Đại Kota Kinabalu. Quận Penampang có diện tích 466 km² và nằm dưới quyền quản lý của Majlis Daerah Penampang (Hội đồng Quận Penampang).
Dân địa phương thường gọi Kota Kinabalu theo nghĩa hẹp, tức là chỉ nói đến khu nội ô thành phố hay quận kinh doanh trung tâm trông ra đảo Gaya. Theo nghĩa rộng, Kota Kinabalu có thể chỉ vùng đô thị bao gồm Đại Kota Kinabalu và các thị trấn lân cận trong vùng ảnh hưởng của thành phố gồm Papar và Kinarut ở phía nam cùng Tuaran và Tamparuli ở phía bắc.

### Quan hệ quốc tế
Một số quốc gia gồm Brunei, Indonesia, Nhật Bản, Phần Lan, România, Thuỵ Điển và Úc đã đặt lãnh sự quán ở Kota Kinabalu.
Thành phố đã kết nghĩa cùng năm thành phố và tỉnh sau:
| - Thành phố Hà Nguyên, Trung Quốc - Thành phố Giang Môn, Trung Quốc - Tỉnh Ratchaburi, Thái Lan - Thành phố Rockingham, tiểu bang Tây Úc, Úc - Thành phố Vladivostok, Nga - Thành phố Yeosu, Hàn Quốc - Thành phố Yongin, Hàn Quốc |

Thành phố Luganville (Vanuatu) cũng đang trong quá trình thiết lập chương trình kết nghĩa với Kota Kinabalu.

## Địa lý

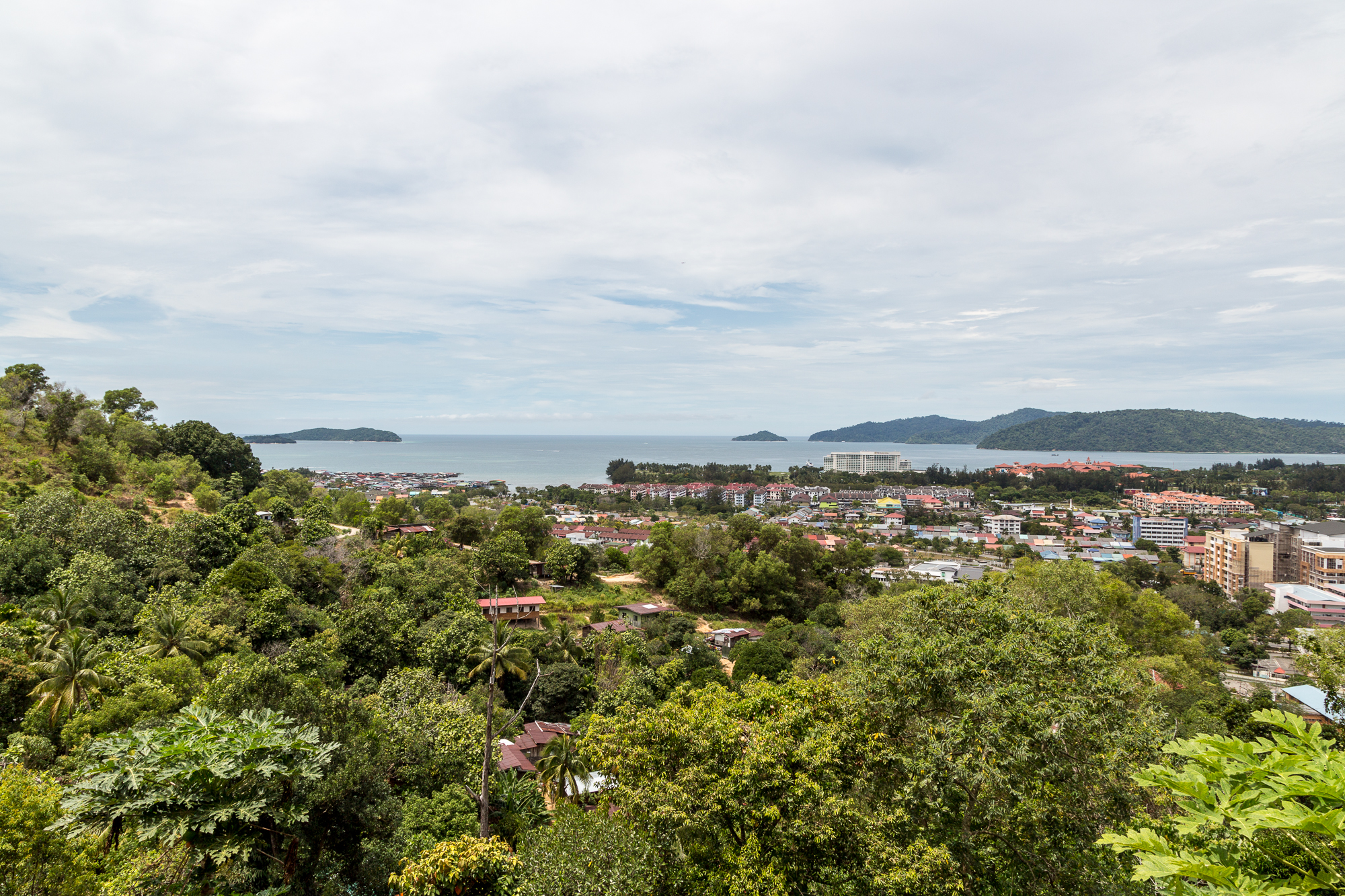
Nhìn từ đất liền ra Biển Đông

Kota Kinabalu nằm ở bờ tây bang Sabah, trên một dải đất hẹp bằng phẳng ở giữa dãy núi Crocker phía đông và Biển Đông phía tây. Ngoài khơi thành phố có sáu hòn đảo, trong đó lớn nhất là đảo Gaya (Pulau Gaya) - nơi đầu tiên người Anh đến định cư ở vùng này. Trên đảo có khoảng 8.000 dân sinh sống. Bên cạnh đó còn có các đảo nhỏ hơn như đảo Sapi, đảo Manukan, đảo Sulug, đảo Mamutik và đảo Sepanggar. Đảo Sepanggar nằm về phía bắc Vườn quốc gia Tunku Abdul Rahman và đối diện với vịnh Sepanggar.

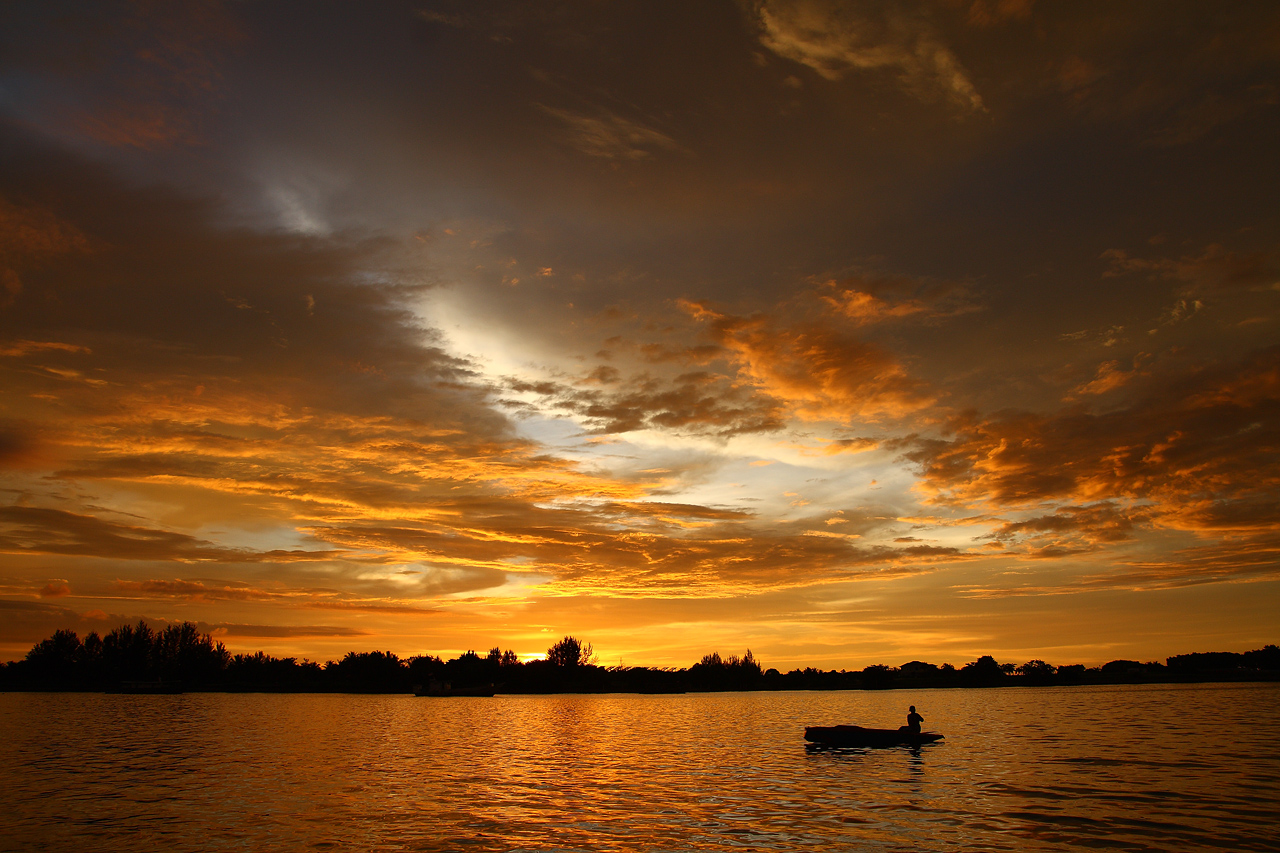
Hoàng hôn ở Kota Kinabalu

Đất bằng phẳng là tài nguyên hiếm ở trung tâm thành phố. Tại đây độ cao công trình xây dựng bị giới hạn nghiêm ngặt do sân bay chỉ cách trung tâm thành phố có 7 km, đồng thời thành phố nằm ngay dưới đường bay. 70% trung tâm thành phố hiện nay được xây dựng trên đất lấn biển trong thập niên 1920. Hầu hết rừng đã biến mất trừ vài vùng rừng mưa nhiệt đới sót lại trên một số ngọn đồi trong thành phố (nơi quá dốc không xây nhà được). Một trong số này là đồi Signal tiếp giáp với quận kinh doanh trung tâm (CBD) về phía bờ biển. Phần còn lại của cánh rừng ngập mặn một thời rộng lớn trong vịnh Likas cũng gần như biến mất. Năm 1996, chính quyền bang vào cuộc và tuyên bố đưa 24 mẫu Anh rừng ngập mặn vào diện bảo tồn. Hiện tại khu rừng này có tên gọi là Khu bảo tồn Chim Kota Kinabalu. Năm 1998, khu bảo tồn được tiếp thêm sự bảo vệ khi được phong làm Di sản Văn hoá Bang.

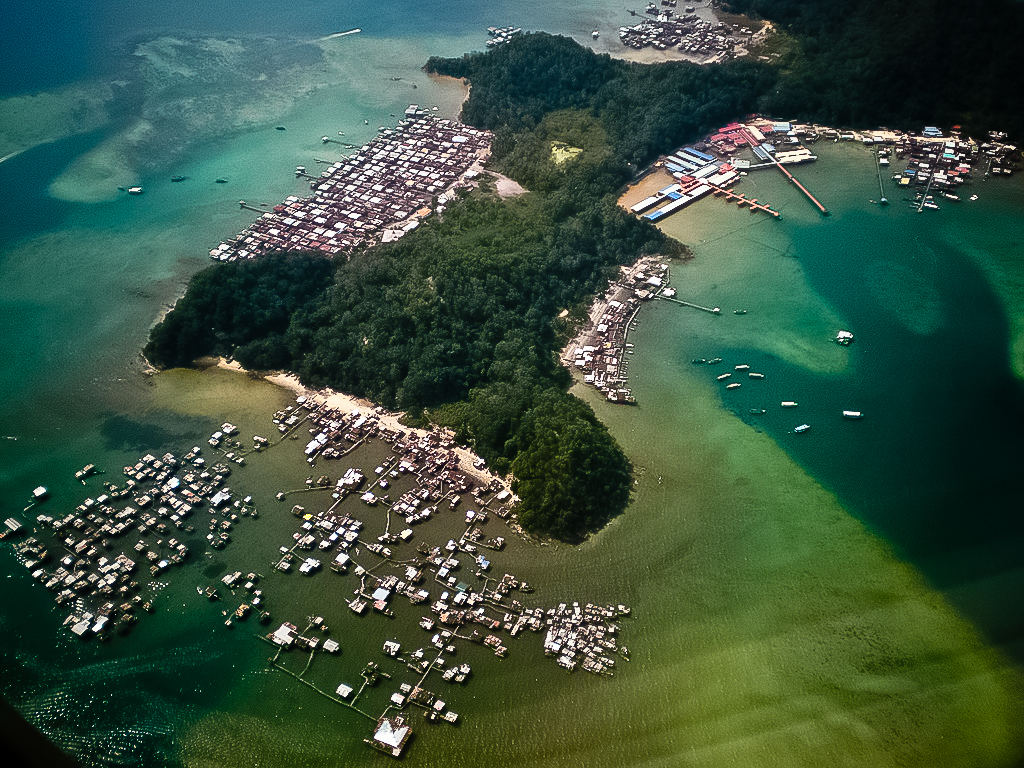
Những mái nhà của dân Moro ngoài khơi đảo Gaya

Năm hòn đảo gồm Gaya, Sapi, Manukan, Sulug và Mamutik cùng các rạn san hô và hải vực lân cận đều nằm trong Vườn quốc gia Tunku Abdul Rahman. Tên của vườn nhằm vinh danh Tunku Abdul Rahman - vị thủ tướng đầu tiên của Malaysia. Trung tâm thành phố Kota Kinabalu là nơi tập trung hầu hết hoạt động kinh doanh và cơ quan chính quyền, có thể kể ra đây như khu Karamunsing, khu cảng (Tanjung Lipat), đồi Signal, Kampung Air, Sinsuran, Segama, Asia City, phố Gaya (Phố cổ), Bandaran Berjaya, Api-Api, Sutera Harbour và Sembulan. Những vùng ngoại vi lân cận và ngoại ô nơi dân cư sinh sống là Kepayan Ridge, Tanjung Aru, Petagas, Kepayan, Lido, Lintas, Nosoob, Bukit Padang, Luyang, Damai, Likas và Kolombong. Thành phố đang tăng trưởng nhanh chóng và mở rộng đô thị về các thị trấn Inanam, Menggatal, Sepanggar, Telipok; thành phố cũng bành trướng về biên giới phía nam đến Penampang, Putatan và Lok Kawi.
Nhìn chung Kota Kinabalu nằm cách biệt với phần còn lại của Malaysia. Thành phố cách thủ đô Kuala Lumpur trên bán đảo Mã Lai tới 1.624 km và cách Kuching ở bang Sarawak lân cận đến 804 km.

### Khí hậu

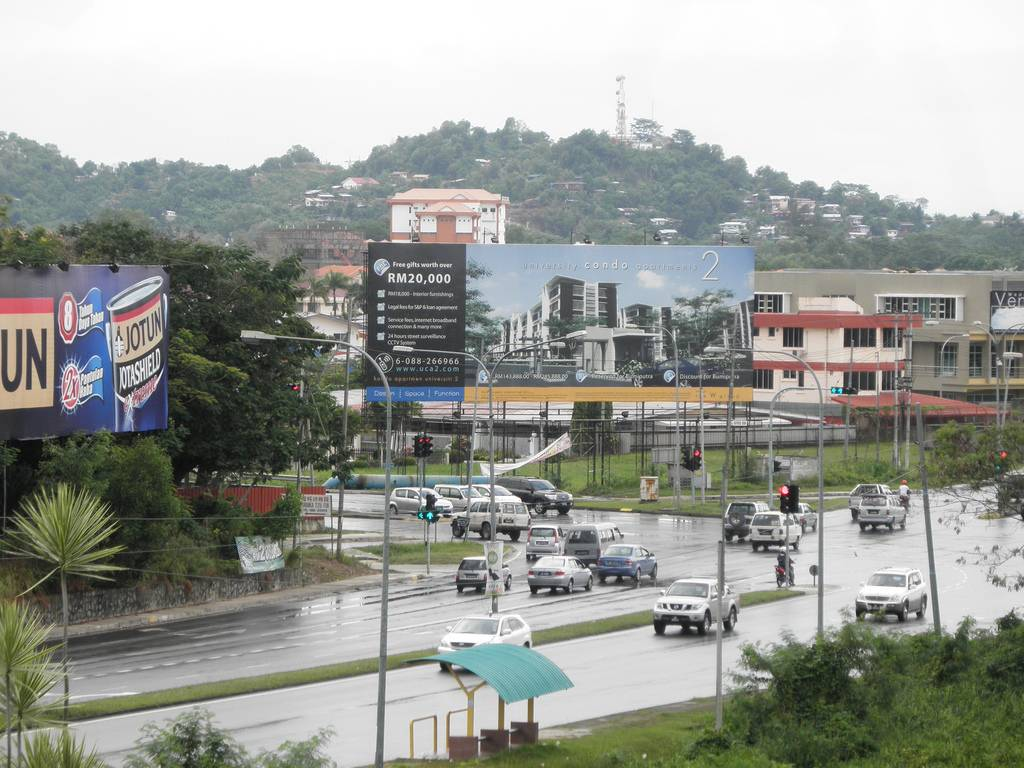
Con đường ướt nước mưa.

Là một phần của bang Sabah, Kota Kinabalu mang đặc điểm khí hậu xích đạo điển hình với mức nhiệt ít biến động, mưa nhiều và độ ẩm không khí cao. Hai tác nhận gió mùa chi phối khí hậu của vùng là gió mùa đông bắc và tây nam. Gió mùa đông bắc thổi từ khoảng tháng 11 đến tháng 3, trong khi gió mùa tây nam thổi từ tháng 5 đến tháng 9. Trong năm có hai thời kì chuyển giao gió mùa rơi vào khoảng các tháng 4, 5 và 9, 10.
Kota Kinabalu có nhiệt độ trung bình trong giai đoạn 1995-2004 là 26 °C-28 °C. Tháng 4 và 5 là các tháng nóng nhất, trong khi tháng 1 là tháng mát mẻ nhất. Lượng mưa bình quân hàng năm vào khoảng 2.400 mm và dao động rõ rệt trong năm. Mưa ít nhất vào các tháng 2, 3 và đạt đỉnh trong thời kì chuyển giao gió mùa là tháng 10. Thời kì gió mùa đông bắc ghi nhận tốc độ gió từ 5,5 đến 7,9 m/s. Thời kì gió mùa tây nam, tốc độ gió thấp hơn hẳn, chỉ từ 0,3 đến 3,3 m/s.
| Dữ liệu khí hậu của Kota Kinabalu (1971–2000) | Dữ liệu khí hậu của Kota Kinabalu (1971–2000) | Dữ liệu khí hậu của Kota Kinabalu (1971–2000) | Dữ liệu khí hậu của Kota Kinabalu (1971–2000) | Dữ liệu khí hậu của Kota Kinabalu (1971–2000) | Dữ liệu khí hậu của Kota Kinabalu (1971–2000) | Dữ liệu khí hậu của Kota Kinabalu (1971–2000) | Dữ liệu khí hậu của Kota Kinabalu (1971–2000) | Dữ liệu khí hậu của Kota Kinabalu (1971–2000) | Dữ liệu khí hậu của Kota Kinabalu (1971–2000) | Dữ liệu khí hậu của Kota Kinabalu (1971–2000) | Dữ liệu khí hậu của Kota Kinabalu (1971–2000) | Dữ liệu khí hậu của Kota Kinabalu (1971–2000) | Dữ liệu khí hậu của Kota Kinabalu (1971–2000) |
| Tháng                                         | 1                                             | 2                                             | 3                                             | 4                                             | 5                                             | 6                                             | 7                                             | 8                                             | 9                                             | 10                                            | 11                                            | 12                                            | Năm                                           |
| --------------------------------------------- | --------------------------------------------- | --------------------------------------------- | --------------------------------------------- | --------------------------------------------- | --------------------------------------------- | --------------------------------------------- | --------------------------------------------- | --------------------------------------------- | --------------------------------------------- | --------------------------------------------- | --------------------------------------------- | --------------------------------------------- | --------------------------------------------- |
| Trung bình ngày tối đa °C (°F)                | 30.4 (86.7)                                   | 30.7 (87.3)                                   | 31.5 (88.7)                                   | 32.2 (90.0)                                   | 32.1 (89.8)                                   | 31.8 (89.2)                                   | 31.5 (88.7)                                   | 31.6 (88.9)                                   | 31.4 (88.5)                                   | 31.2 (88.2)                                   | 31.0 (87.8)                                   | 30.9 (87.6)                                   | 31.4 (88.5)                                   |
| Tối thiểu trung bình ngày °C (°F)             | 22.9 (73.2)                                   | 23.0 (73.4)                                   | 23.4 (74.1)                                   | 24.1 (75.4)                                   | 24.3 (75.7)                                   | 24.0 (75.2)                                   | 23.7 (74.7)                                   | 23.7 (74.7)                                   | 23.7 (74.7)                                   | 23.6 (74.5)                                   | 23.5 (74.3)                                   | 23.3 (73.9)                                   | 23.6 (74.5)                                   |
| Lượng mưa trung bình mm (inches)              | 104.8 (4.13)                                  | 73.4 (2.89)                                   | 50.5 (1.99)                                   | 114.2 (4.50)                                  | 216.2 (8.51)                                  | 279.4 (11.00)                                 | 262.7 (10.34)                                 | 270.3 (10.64)                                 | 285.2 (11.23)                                 | 345.8 (13.61)                                 | 302.4 (11.91)                                 | 242.3 (9.54)                                  | 2.547,2 (100.28)                              |
| Số ngày mưa trung bình (≥ 1.0 mm)             | 8                                             | 7                                             | 6                                             | 8                                             | 12                                            | 13                                            | 13                                            | 13                                            | 14                                            | 16                                            | 17                                            | 13                                            | 140                                           |
| Số giờ nắng trung bình tháng                  | 187.7                                         | 194.8                                         | 233.4                                         | 245.3                                         | 228.8                                         | 197.6                                         | 204.9                                         | 196.7                                         | 180.7                                         | 191.9                                         | 192.5                                         | 197.5                                         | 2.451,8                                       |
| Nguồn 1: Tổ chức Khí tượng Thế giới           |                                               |                                               |                                               |                                               |                                               |                                               |                                               |                                               |                                               |                                               |                                               |                                               |                                               |
| Nguồn 2: NOAA (nắng, 1961–1990)               |                                               |                                               |                                               |                                               |                                               |                                               |                                               |                                               |                                               |                                               |                                               |                                               |                                               |

## Dân cư
Chưa có từ chính thức hay phổ biến nào dùng để gọi thị dân Kota Kinabalu. Một cách đơn giản để gọi dân thành phố là "orang KK", trong đó orang nghĩa là "người" theo tiếng Mã Lai. Các khái niệm như "K. K-ite" và "K-K-ian" cũng được dùng một cách giới hạn. Người đến từ bang Sabah được gọi là Sabahan.

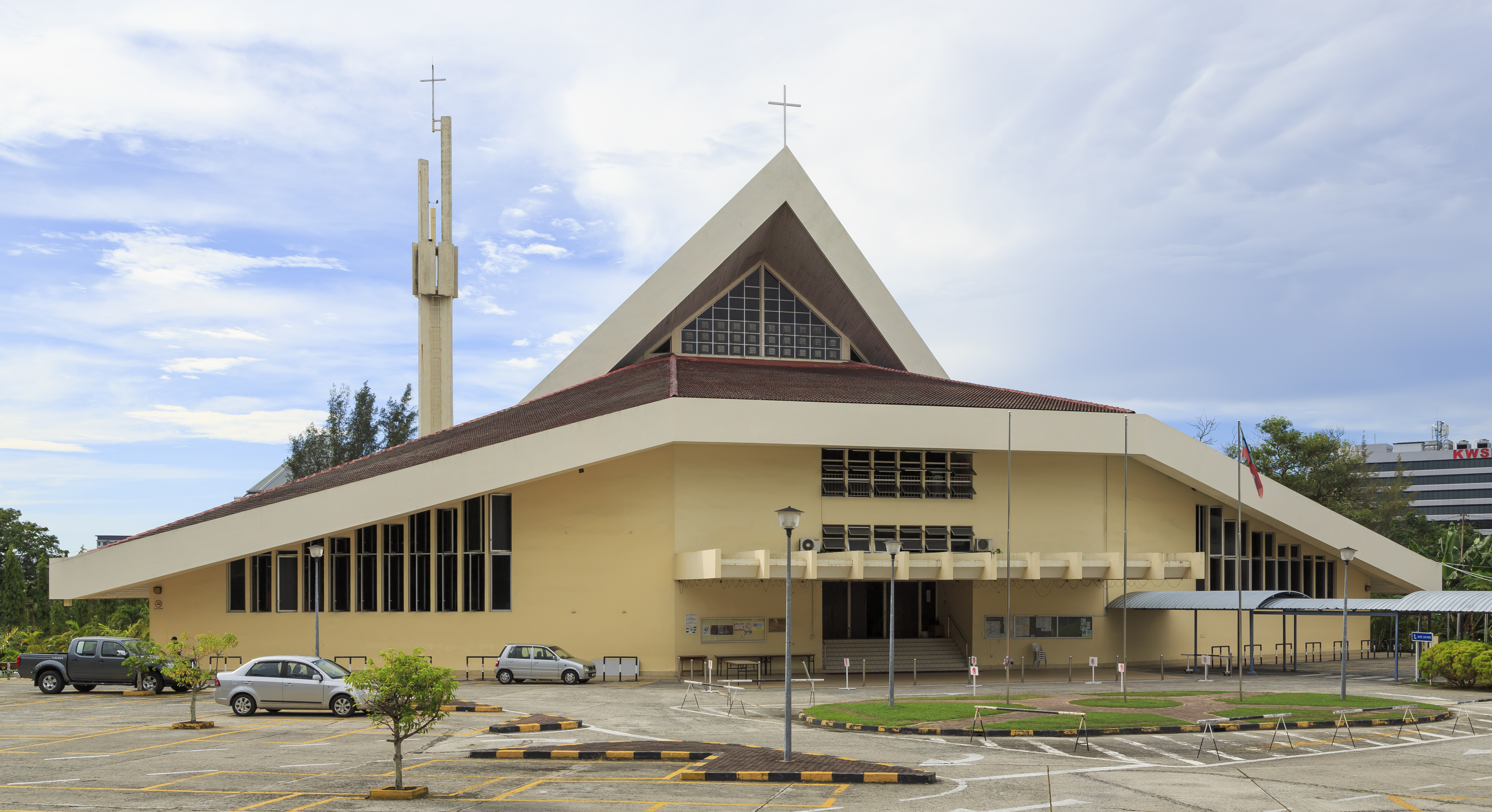
Nhà thờ chính toà Thánh Tâm

### Sắc tộc và tôn giáo
Theo kết quả điều tra dân số Malaysia năm 2010 thì Kota Kinabalu có 452.058 cư dân. Dân thành phố hợp thành từ nhiều chủng tộc và dân tộc. Cư dân không có quốc tịch Malaysia chiếm đa số với 110.556 người, tiếp theo là người Hoa (93.429 người), sau đó đến người Bajau (72.931 người), người Kadazandusun (69.993), các sắc tộc Bumiputra khác (59.607), người Mã Lai gốc Brunei (35.835), người Murut (2.528), người Ấn (2.207) và các sắc dân khác (5.482). Người Hoa nơi đây chủ yếu là người Khách Gia và sống tập trung phần lớn ở khu vực Luyang. Diện tích Penampang là dân cư chủ yếu là bởi Kadazans, các Bajaus chủ yếu cư trú tại Likas, Sembulan và Karambunai, người Mã Lai Brunei có thể được tìm thấy khắp thành phố. Người Mã Lai gốc Brunei và người Bajau theo Hồi giáo. Phần lớn người Kadazan theo Kitô giáo trong khi người Hoa chủ yếu theo Phật giáo hoặc Kitô giáo. Có một số nhỏ theo Ấn Độ giáo, Tích Khắc giáo, thuyết vật linh hoặc chủ nghĩa thế tục.

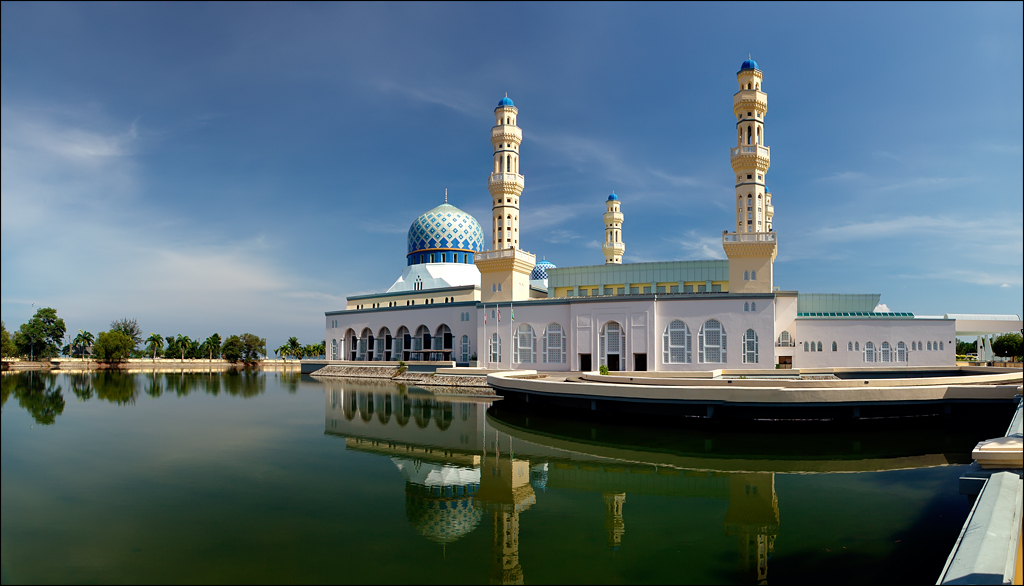
Thánh đường Hồi giáo Thành phố

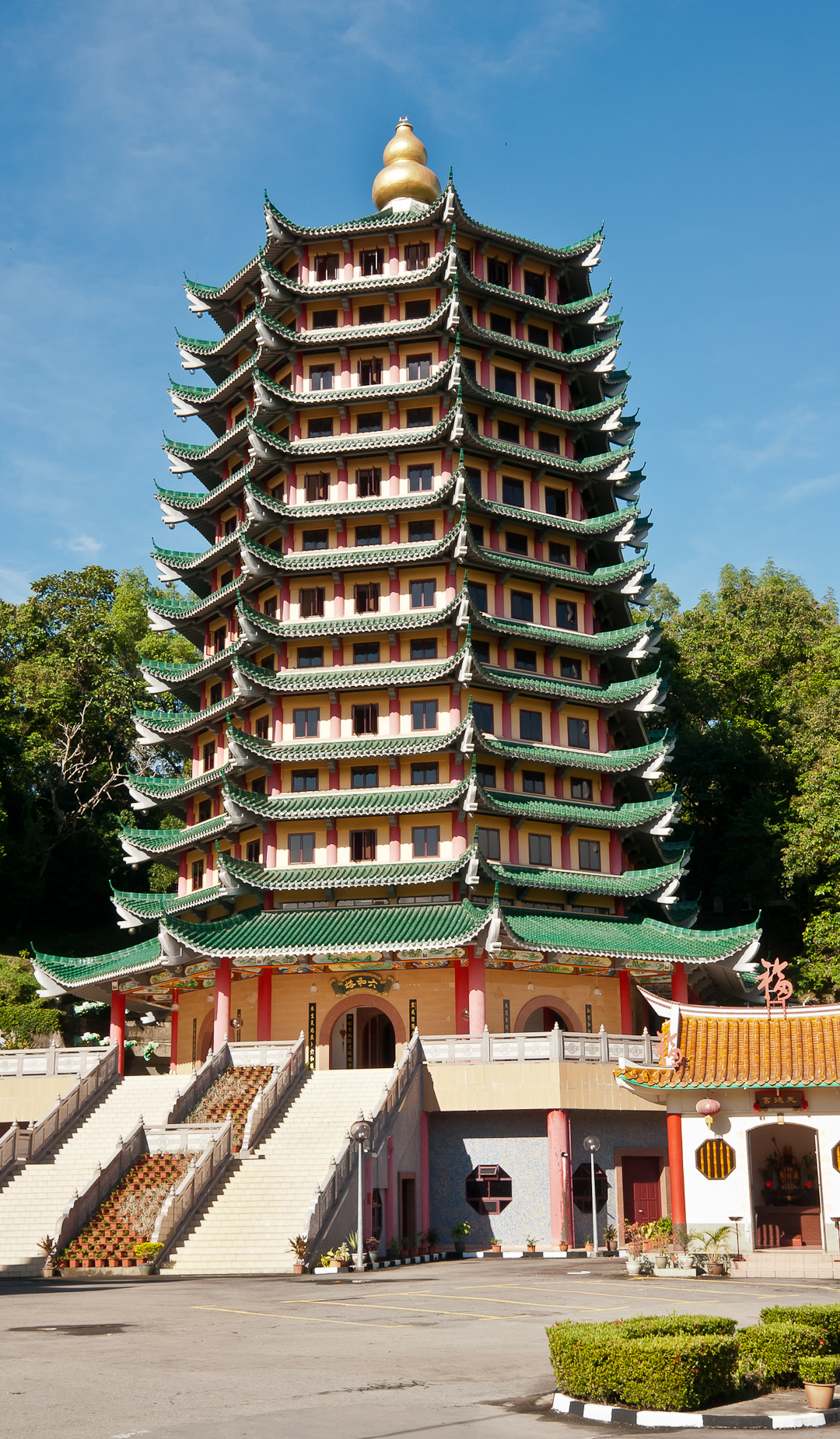
Chùa Che Sui Khor

Kota Kinabalu có một bộ phận dân cư người Philippines khá đáng kể. Làn sóng nhập cư đợt đầu tiên diễn ra vào cuối thế kỷ XV khi Tây Ban Nha thống trị Philippines; một số khác tìm đến vào đầu thập niên 1970 khi miền nam Philippines rơi vào bất ổn. Tuy nhiên, hiện nay thì một lượng người đông đảo trong số này là các công nhân nhập cư đến từ cuối thập kỉ 1970 trở về sau. Đa số các di dân ban đầu đã nhập tịch Malaysia trong khi còn một số vẫn sống bất hợp pháp không giấy tờ. Thành phố cũng là nơi dân nhập cư Indonesia tìm đến sinh sống.
Có một ít người gốc Ấn, Pakistan và người lai Á Âu sống rải rác khắp thành phố. Số người ngoại quốc sống ở đây cũng gia tăng - dù là tạm thời hay lâu dài. Đa số họ đến từ Hàn Quốc, Nhật Bản, Úc và châu Âu.
Hôn nhân đa chủng tộc không phải là hiếm ở Sabah, trong đó đặc biệt phổ biến hôn nhân giữa người Hoa và người Kadazan. Những đứa con lai của các cặp vợ chồng này được gọi là "Sino" (xuất phát từ cách gọi "Sino-Kadazan" trong tiếng Anh).

### Ngôn ngữ
Cư dân Kota Kinabalu chủ yếu nói tiếng Mã Lai với thổ ngữ Sabah đặc trưng. Tuy nhiên, do khoảng một nửa dân thành phố có gốc gác Trung Quốc nên họ chủ yếu nói phương ngữ Khách Gia Huệ Dương (giản thể: 惠阳客家话; phồn thể: 惠陽客家話; Hán-Việt: Huệ Dương Khách Gia thoại) và Quan thoại. Đa số người Hoa có thể nói phương ngữ Quảng Đông dù mức độ lưu loát rất chênh nhau. Hầu hết thị dân - đặc biệt là lớp người trẻ tuổi - có thể nói được tiếng Anh. Tuy vậy, một số người cảm thấy khó khăn để giao tiếp tiếng Anh trôi chảy do vốn từ có hạn, đồng thời cũng vì một lẽ là người Sabah không dùng tiếng Anh như một ngôn ngữ chung.
Người ta cho rằng số người nói tiếng Kadazan (Bahasa Kadazan) đã sụt giảm đáng kể trên phạm vi toàn bang Sabah, đặc biệt là ở các thị trấn hay thành phố như Kota Kinabalu. Dẫu vậy, cũng có một vài nỗ lực hồi sinh việc sử dụng thứ tiếng này. Tiếng Kadazan (và nền văn hoá Kadazan) đã bị liệt vào thể loại bị đe doạ.

## Kinh tế

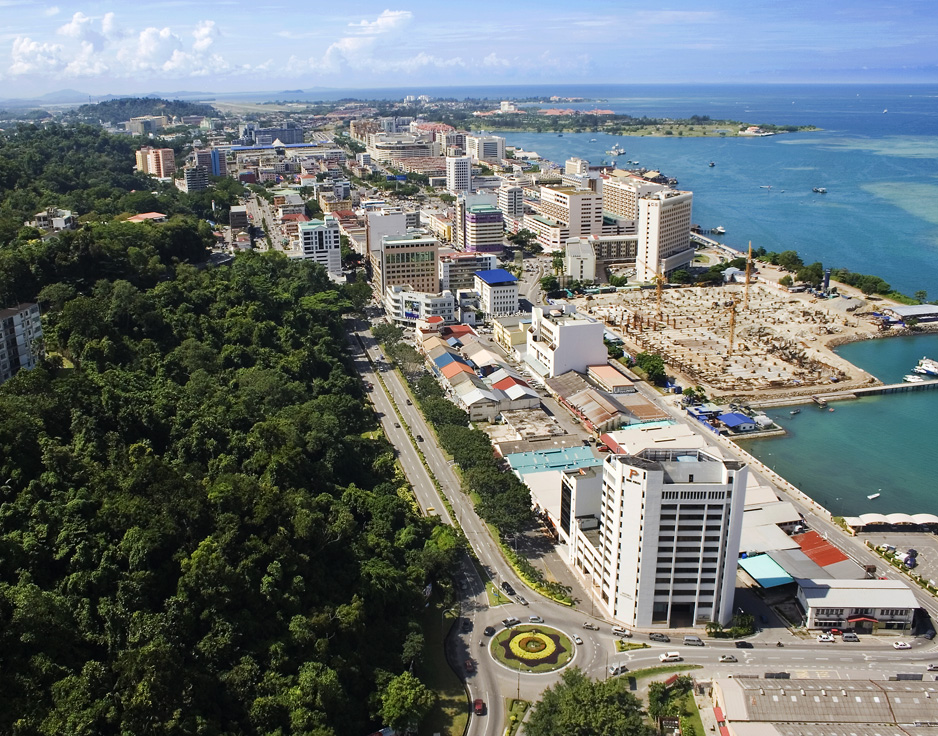
Thành phố Kota Kinabalu

Kota Kinabalu là trung tâm công nghiệp và thương mại của bang Sabah. Kinh tế thành phố dựa chủ yếu vào khu vực 2 là công nghiệp. Tuy rằng khu vực 1 (nông nghiệp) từng chiếm vai trò chính trong quá khứ nhưng do tiến trình đô thị nhanh chóng đi đôi với sự phát triển kinh tế mà khu vực này đã dần dà lu mờ đi. Gần đây diễn ra một sự chuyển dịch rõ ràng về phía các ngành khu vực 3 (dịch vụ), đặc biệt là sự bùng nổ của ngành du lịch. Nhiều ngân hàng thương mại cũng như các công ty bảo hiểm cấp bang, cấp quốc gia và cấp quốc tế đã đặc trụ sở chính hoặc chi nhánh ở thành phố.
Hoa kiều đóng góp vào sự phát triển của Kota Kinabalu kể từ khi họ di cư đến thành phố vào cuối thế kỷ XIX. Ngày đó họ làm "cu li" (làm việc kiểu nô bộc) còn ngày nay nhiều người là chủ các cửa hiệu.
Nhiều doanh nghiệp công nghiệp và chế tạo đặt nhà máy ở Kota Kinabalu, đặc biệt là tại các khu vực công nghiệp gồm Likas, Kolombong và Inanam. Nằm cách quận kinh doanh trung tâm 25 km về phía bắc, Khu công nghiệp Kota Kinabalu (Kota Kinabalu Industrial Park - KKIP) rộng khoảng 33,7 km² ở Sepanggar được xây dựng nhằm tận dụng lợi thế so sánh của Sabah như nguồn nguyên liệu thô có sẵn cũng như vị trí chiến lược xét trong Khu vực Tăng trưởng Đông ASEAN Brunei-Indonesia-Malaysia-Philippines (Brunei-Indonesia-Malaysia-Philippines East ASEAN Growth Area). Tính đến năm 2013, KKIP đã thu hút 2 tỉ ringgit (hơn 600 triệu đô la Mỹ) vốn đầu tư và tạo ra 6.000 việc làm cho người lao động. Kota Kinabalu là địa điểm tổ chức vô số hội nghị tầm quốc gia, khu vực và quốc tế cũng như các hội chợ hàng năm, bao gồm Triển lãm Quốc tế Sabah (Sabah International Expo),
 Hội nghị Du lịch điện tử châu Á-Thái Bình Dương (Asia Pacific eTourism Conference) 2007 của UNCTAD, Đại hội Ngành kĩ thuật ASEAN-Úc 2004 (ASEAN Australian Engineering Congress) và nhiều sự kiện khác. Những hoạt động này thường diễn ra tại Khu nghỉ dưỡng Sutera Harbour (Sutera Harbour Resort).

## Giao thông

### Đường bộ
Nói chung, các tuyến đường nội đô liên kết các phần khác nhau của thành phố lại với nhau là những con đường do Ban Công chính của bang xây dựng và bảo trì. Đa phần đường lớn nội đô là những xa lộ hai chiều. Một trong số các đường lớn ở đây là Đường tránh Jalan Lintas-Jalan Tuaran có chức năng chủ yếu như một đường vành đai bao quanh đô thị và kết nối các khu vực chung quanh thành phố, cụ thể là Putatan, Penampang, Luyang, Likas, Inanam, Mengatal, Sepanggar và Tuaran. Hiện thành phố cũng như Sabah chưa có bất kì đường cao tốc xuyên suốt không giao cắt nào. Kota Kinabalu kết nối với các thị trấn xa xôi trong bang qua các đường cao tốc có giao cắt, chủ yếu là đường liên bang do Ban Công chính quốc gia bảo trì. Các tuyến cao tốc từ Kota Kinabalu gồm:
- Kota Kinabalu - Tamparuli - Kudat - Kota Marudu
- Kota Kinabalu - Tamparuli - Ranau - Sandakan - Tawau - Serudong (một phần của Đường cao tốc Pan Borneo)
- Kota Kinabalu - Keningau - Lawas - Brunei - Miri - Kuching - Sematan (một phần của Đường cao tốc Pan Borneo)
- Kota Kinabalu - Keningau - Kalabakan - Tawau

#### Giao thông công cộng

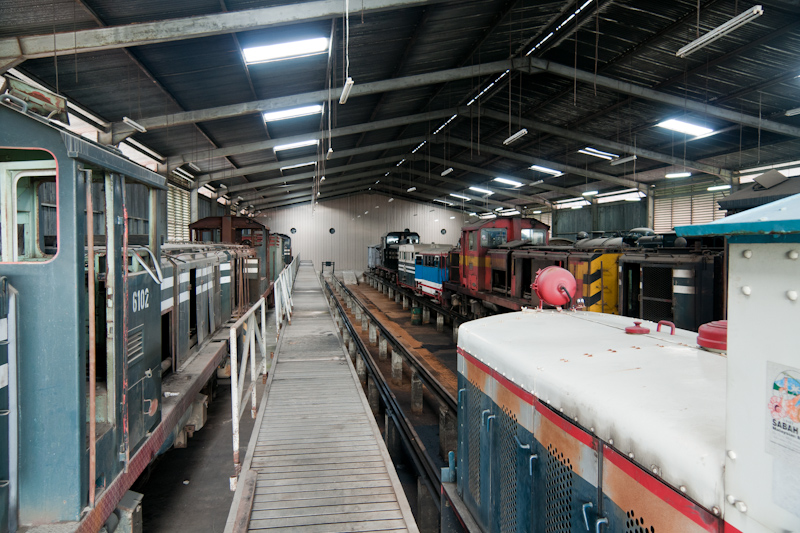
Ga xe lửa Tanjung Aru

Giao thông công cộng ở Kota Kinabalu có xe buýt thường, xe tải mini chở khách và taxi. Có hai bến xe buýt chính trong quận kinh doanh trung tâm. Bến ở đường Tun Razak cho phép hành khách di chuyển đến những khu vực khác nhau trong thành phố và ngoại ô. Bến còn lại gần Bandaran Berjaya cung cấp dịch vụ giao thông liên thành phố đến các trạm phía nam Kota Kinabalu như Papar, Tenom, Beaufort,.... Bến xe buýt Bắc Kota Kinabalu ở Inanam cung ứng xe buýt liên thành phố đến các địa điểm ở bắc và đông bắc thành phố (Tuaran, Kudat, Ranau, Sandakan, Tawau, Semporna,...).
Năm 1896, Công ty Bắc Borneo thuộc Anh thiết lập Đường sắt Bắc Borneo (North Borneo Railway) nối Weston với Beaufort và về sau là nối Beaufort với Jesselton. với chức năng chủ yếu khi đó là vận chuyển hàng hoá từ Phân khu Nội Địa đến cảng Kota Kinabalu. Đường sắt nối thành phố với Tenom và một vài thị trấn khác trên tuyến hành trình. Sau ngày Malaysia thành lập, đường sắt đổi sang tên gọi mới là Bộ Đường sắt Bang Sabah (Sabah State Railway Department). Ngày 22 tháng 1 năm 2000, Bộ Đường sắt Bang Sabah và Khu nghỉ dưỡng Sutera Harbour tái ra mắt Đường sắt Bắc Borneo như một loại hình tour du lịch giải trí. Ga xe lửa nằm ở Tanjung Aru.

### Đường hàng không
Sân bay quốc tế Kota Kinabalu (Kota Kinabalu International Airport - KKIA; mã ICAO: WBKK) là nơi cung ứng các chuyến bay kết nối thành phố Kota Kinabalu với những điểm đến nội địa và quốc tế. Với hai nhà đón khách, KKIA là phi trường nhộn nhịp thứ hai ở Malaysia sau Sân bay quốc tế Kuala Lumpur. Một số điểm đến quốc tế từ KKIA là Bandar Seri Begawan, Thâm Quyến, Seoul, Thượng Hải, Quảng Châu, Hồng Kông, Ma Cao, Manila, Cebu, Singapore, Đài Bắc, Cao Hùng,... Sân bay là trạm trung chuyển của hãng Malaysia Airlines, AirAsia cũng như của MASWings - hãng hàng không phục vụ các chuyến bay đến các thị trấn nhỏ hơn và vùng nông thôn thuộc Đông Malaysia. KKIA nằm cách trung tâm thành phố 7 km về phía tây nam.

### Đường biển
Kota Kinabalu có hai cảng là Cảng Kota Kinabalu và Cảng container Vịnh Sepanggar (SBCP). Cảng Kota Kinabalu chủ yếu bốc dỡ hàng hoá để rời (không đóng thành kiện) trong khi Cảng container Vịnh Sepanggar có kho chứa dầu và bốc dỡ hàng hoá đóng trong container. Năm 2004, cảng Kota Kinabalu bốc dỡ được 3,6 triệu tấn hàng hoá, xếp thứ ba trong bang sau cảng Sandakan và cảng Tawau. Tuy vậy, cảng đứng đầu bang về số lượng container bốc dỡ với 153.793 TEU vào năm 2006. SBCP sẽ có năng lực bốc dỡ ở mức 200.000 TEU/năm sau khi việc xây dựng khu chức năng dành cho container hoàn tất. Cụm cảng Sabah (Sabah Ports Sdn Bhd) là doanh nghiệp quản lý và điều hành tất cả các cảng ở Sabah.
Dịch vụ Phà Kota Kinabalu là bến phà chở khách nằm tại Jesselton Point gần cảng Kota Kinabalu. Phà và xuồng máy từ đây sẽ đưa du khách và người đi làm đến/trở về các đảo gần đó. Bến này cũng thường kì chở khách đến Labuan.

## Các tiện ích khác

### Toà án và lực lượng chấp pháp

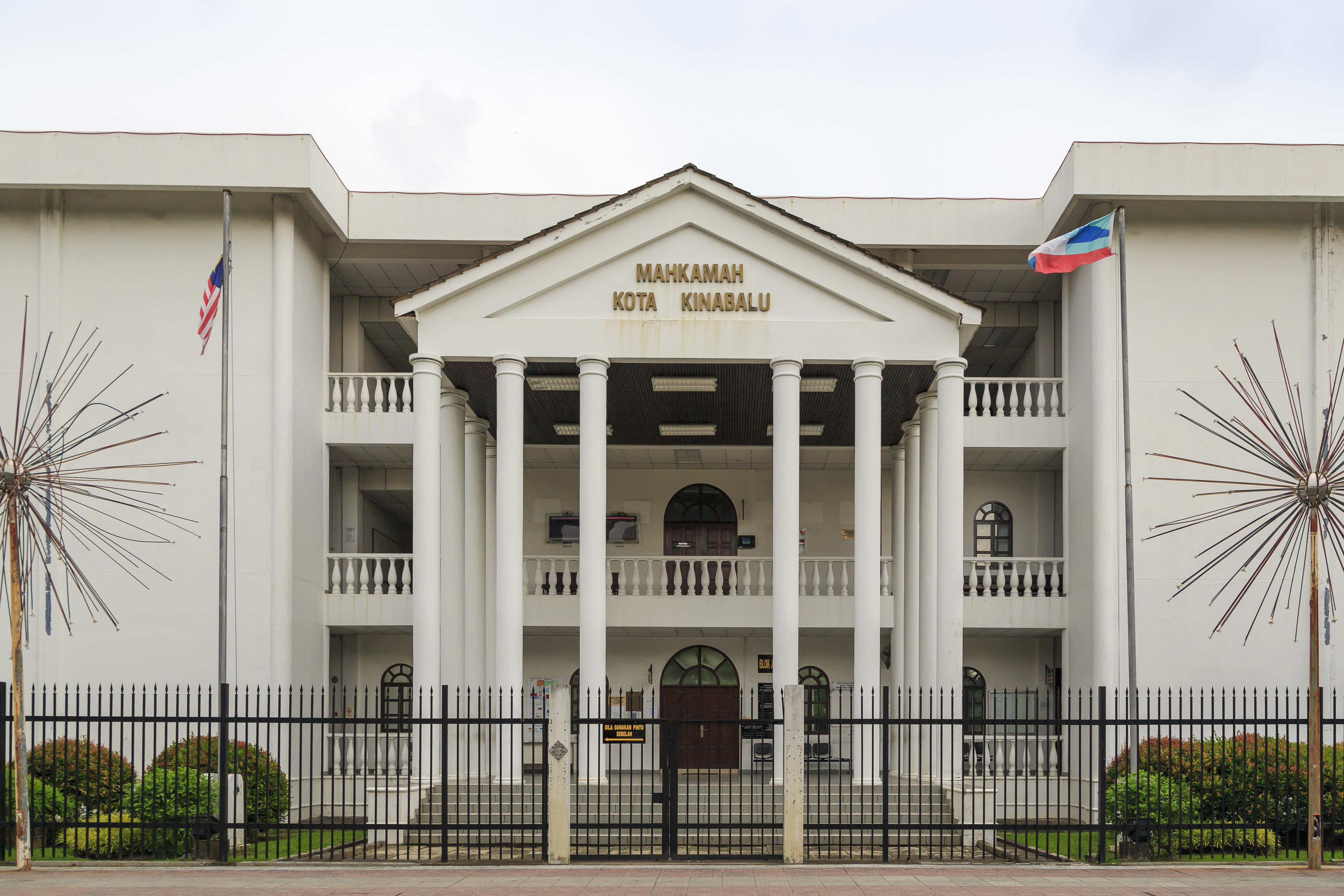
Tòa thượng thẩm Kota Kinabalu

Thành phố Kota Kinabalu có ba toà là Toà thượng thẩm, Toà hình sự và Toà sơ thẩm hình sự.
Tổng hành dinh Đội Cảnh sát Sabah nằm ở Kepayan. Có hai trụ sở cảnh sát quận trong thành phố, một là trụ sở quận Kota Kinabalu đóng tại Karamunsing và một là trụ sở quận Penampang. Một số đồn cảnh sát khác nằm ở Sân bay quốc tế Kota Kinabalu, Tanjung Aru, Putatan và Menggatal. Các đồn nhỏ (Pondok Polis) có ở Luyang, Likas, Telipok và Babagon. Trụ sở cảnh sát giao thông đóng tại đường Lorong Dewan gần phố Gaya, còn trụ sở cảnh sát biển thì đóng trên đường Tun Razak gần bến phà thành phố. Nhà tù Trung tâm Kota Kinabalu nằm ở Kepayan.

### Y tế

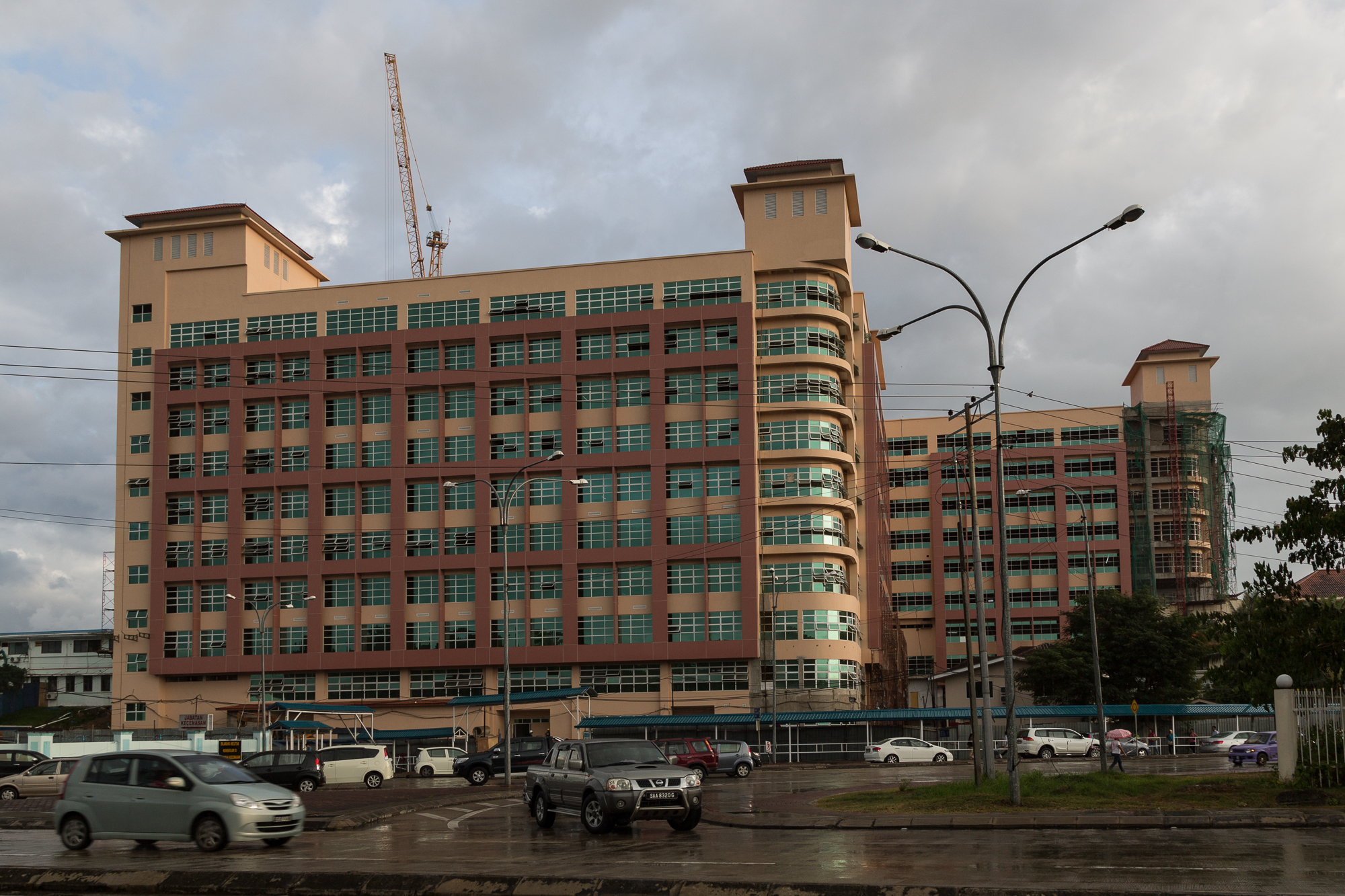
Bệnh viện Nữ hoàng Elizabeth

Thành phố có ba bệnh viện công và một phòng khám công. Ra đời năm 1957, Bệnh viện Đa khoa Nữ hoàng Elizabeth trên đường Penambang là một trong ba bệnh viện đa khoa ở bang Sabah đồng thời là bệnh viện lớn nhất bang này (589 giường). Các bệnh viện còn lại là Bệnh viện Pakar Likas và Bệnh viện Tâm thần Bukit Padang (mở cửa năm 1971 nhằm cung cấp dịch vụ sức khoẻ tâm thần cho toàn bang). Phòng khám sức khỏe Luyang (Klinik Kesihatan Luyang) nằm cách trung tâm thành phố 6 km.
Trung tâm Y tế Sabah ở khu Luyang là bệnh viện tư nhân lớn nhất bang Sabah với 134 giường. Ngoài ra, trên địa bàn thành phố còn có hai cơ sở y tế tư nhân khác là Trung tâm Chuyên khoa Damai (16 giường) và Trung tâm Y tế Rafflesia (14 giường).

### Giáo dục

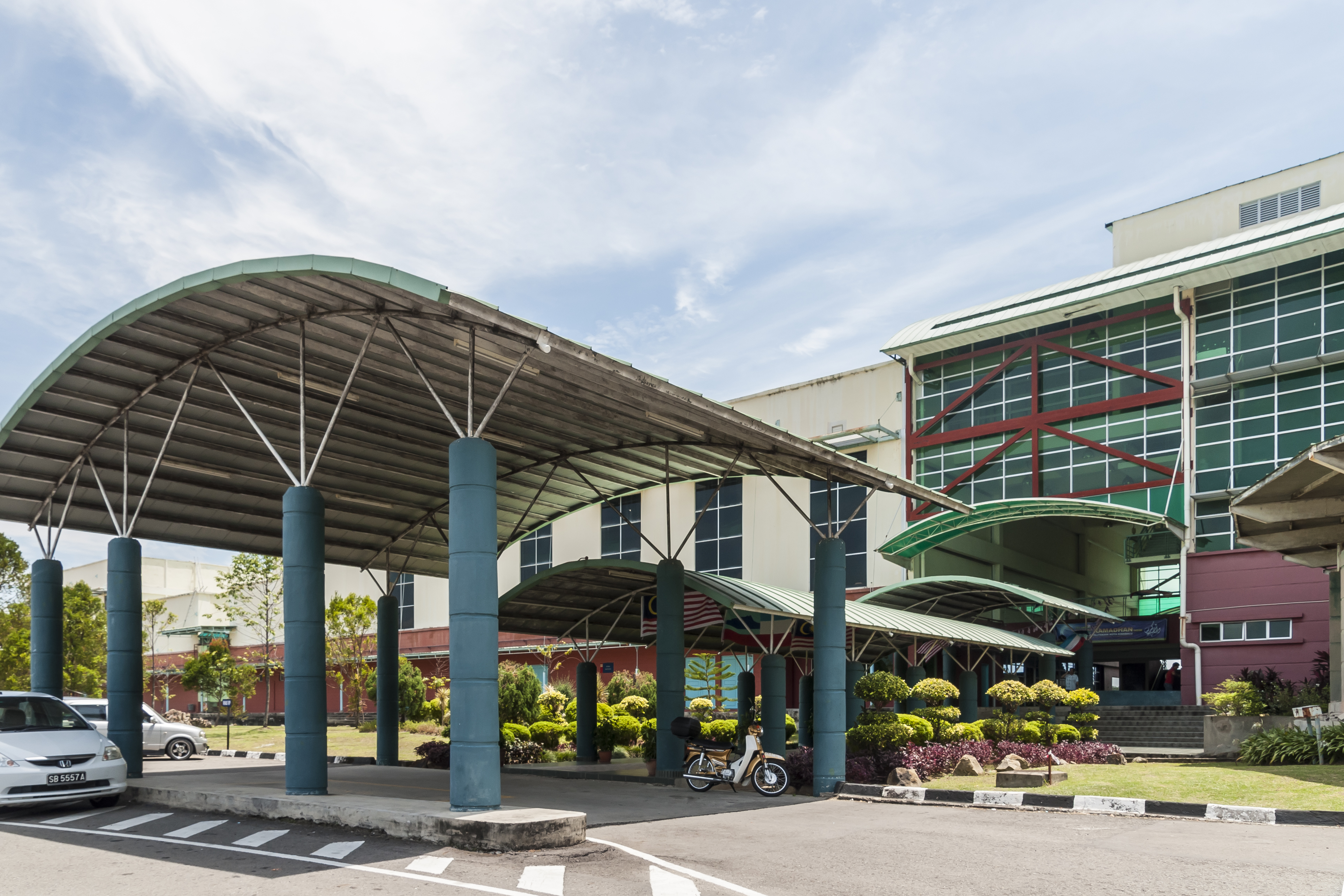
Trường Bách khoa Kota Kinabalu

Kota Kinabalu có nhiều trường học của chính phủ và của bang trong và quanh thành phố. Một trong số các trường nội trú danh tiếng và lâu đời là Sekolah Menegah Sains Sabah (Trường Trung học Khoa học Sabah) - trước đây có tên là Sekolah Berasrama Penuh Sabah - nằm ở Bukit Padang. Các trường trung học khác có Sekolah Menengah La Salle, Sekolah Menengah Shan Tao, Sekolah Menengah Taman Tun Fuad, Sekolah Menengah Likas, Sekolah Menengah Kebangsaan Perempuan Likas, Sekolah Menengah Kebangsaan St. Francis Convent, Sekolah Menengah All Saints, Sekolah Menengah Stella Maris, Sekolah Menengah Saint Michael, Maktab Sabah, Trung học KK và Sekolah Menengah Lok Yuk. Thành phố còn có nhiều trường dân lập độc lập, có thể kể ra như Trường Trung học Tshung Tsin Sabah, Trường Trung học Kian Kok, Maktab Nasional và Trường Trung học Seri Insan. Lớp học thường bắt đầu lúc 7 giờ sáng và kết thúc lúc 1 giờ chiều, riêng ở trường nội trú thì bắt đầu lúc 6 giờ 30 phút sáng và kết thúc lúc 2 giờ chiều. Trẻ em lên 7 tuổi bắt buộc phải nhập học tiểu học gồm sáu năm, trong khi học sinh 13 tuổi có thể theo đuổi tiếp con đường học vấn ở cấp trung học cấp thấp trong vòng ba năm. Học sinh sau khi hoàn thành Kì thi Trung học cấp thấp thì sẽ tiếp tục vào học Trung học cấp cao; tuỳ theo điểm thi đầu vào mà các em được phân ban Khoa học hay ban Nghệ thuật. Học sinh nào chọn học trường nội trú thì sẽ được phân vào ban Khoa học. Hiện bang Sabah đang có bốn trường nội trú.

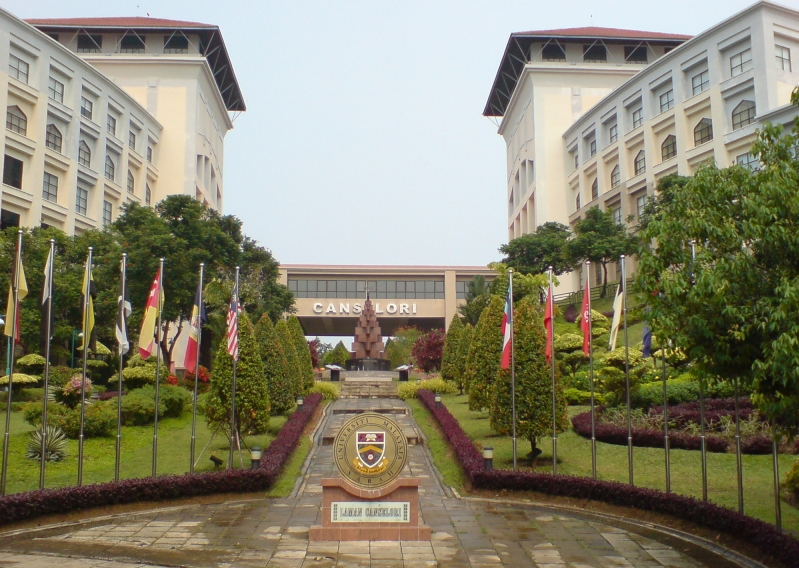
Tòa nhà văn phòng của Trường Đại học Malaysia Sabah

Ở Kota Kinabalu có hai trường quốc tế dạy theo chương trình của Anh Quốc đều đóng ở Bukit Padang. Trường thứ nhất là Trường quốc tế Sayfol Sabah (trường cùng hệ thống với Trường quốc tế Sayfol ở Kuala Lumpur). Trường thứ hai là Trường quốc tế Kinabalu (KIS) là bộ phận của Liên đoàn Các trường quốc tế Anh Quốc ở Nam và Đông Á (Federation of British International Schools in South and East Asia - FOBISSEA). Một trường quốc tế khác mang tên Trường Nhật Bản Kinabalu; đây là một trong bốn trường Nhật ở Malaysia, chuyên dạy dỗ con em của những người Nhật sống và làm việc ở thành phố.
Trường Đại học Malaysia Sabah (Universiti Malaysia Sabah - UMS) thành lập năm 1994 là trường đại học lớn nhất bang Sabah. Khuôn viên chính của trường nằm cách trung tâm thành phố 10 km về hướng bắc trên một diện tích khoảng 4,04 km² tại một ngọn đồi trông ra vịnh Sepanggar, Biển Đông. Cơ sở khác của trường đóng tại Labuan. Trường được đánh giá là một trong các trường đại học đẹp nhất Malaysia. Trường đại học lâu đời nhất Sabah là Đại học Công nghệ MARA Sabah (Universiti Teknologi MARA Sabah) do UiTM và Yayasan Sabah đồng sáng lập năm 1973. Toà thị chính Kota Kinabalu chứng nhận trường này đạt tiêu chuẩn trường học không xả rác bừa bãi. Kota Kinabalu còn có nhiều trường cao đẳng dân lập và một trường bách khoa, gồm Trường Đại học Tun Abdul Razak (Universiti Tun Abdul Razak), Trường Cao đẳng quốc tế AlmaCrest (AlmaCrest International College), Trường Cao đẳng INTI (INTI College), Trường Cao đẳng Thương mại Kinabalu (Kinabalu Commercial College), Trường Cao đẳng Tin học (Informatics Collge) và Trường Bách khoa Kota Kinabalu (Kota Kinabalu Polytechnic). Trường Cao đẳng công lập Tunku Abdul Rahman uy tín toạ lạc ở khu Donggongon. Ngoài ra, nhiều cư dân giàu có gửi con em ra nước ngoài học trung học hoặc cao đẳng/đại học.
Thư viện
Trụ sở chính Thư viện Bang Sabah đóng tại đường Penampang. Các thư viện công cộng khác gồm Thư viện (Khu vực) Thành phố Kota Kinabalu, Thư viện Chi nhánh Penampang và Thư viện Làng Menggatal nằm dưới sự điều hành của cơ quan Thư viện Bang Sabah. Ngoài ra, các trường phổ thông, cao đẳng hay đại học còn có các thư viện riêng.

## Văn hoá và giải trí

### Điểm tham quan và giải trí

#### Văn hoá

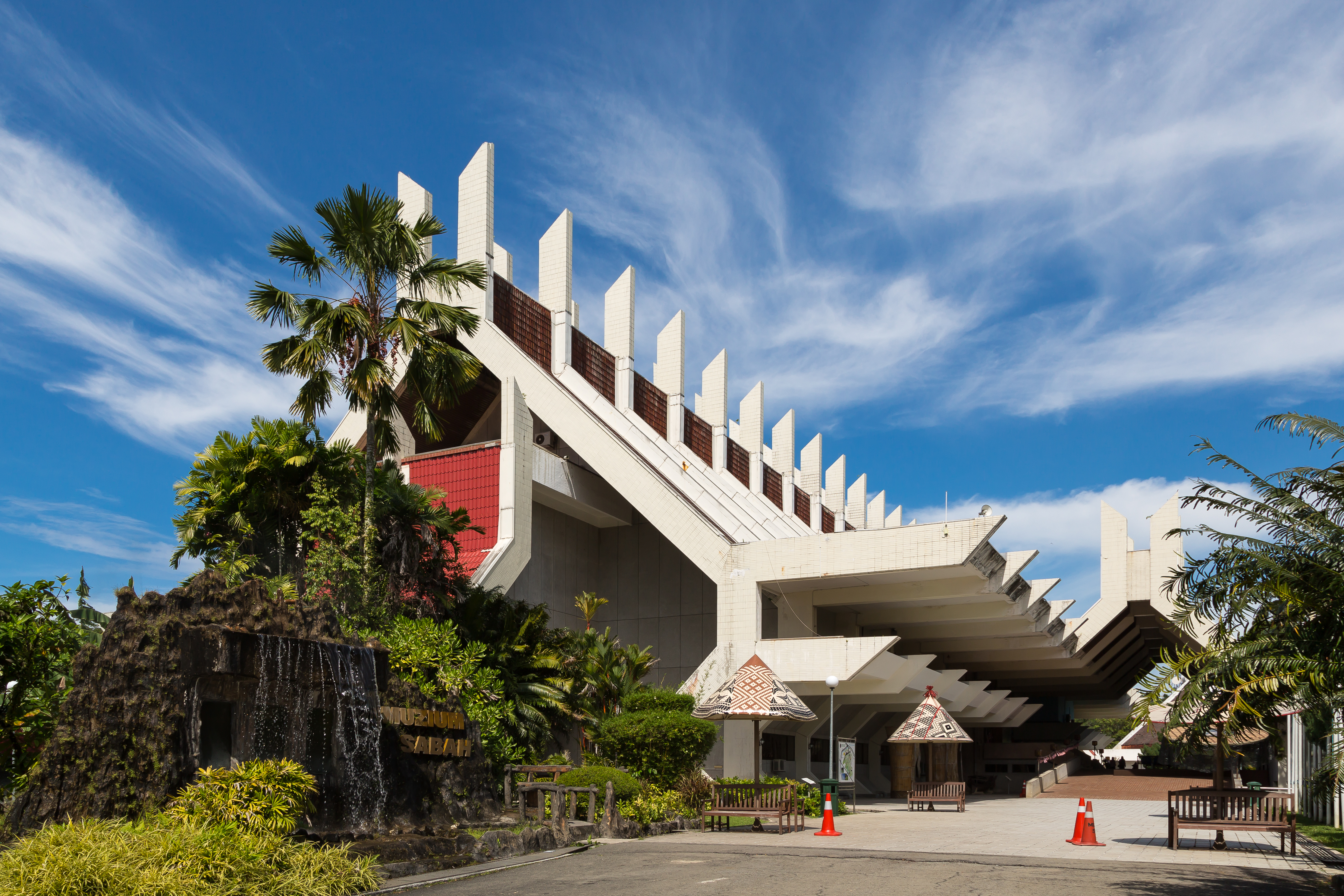
Bảo tàng Bang Sabah

Thành phố có nhiều điểm đến văn hoá. Bảo tàng Bang Sabah nằm gần Bệnh viện Nữ hoàng Elizabeth là bảo tàng chính ở Sabah. Gần bảo tàng còn có Trung tâm Khoa học và Công nghệ, Nhà triển lãm Nghệ thuật Sabah và Vườn bách thảo Ethno. Nhà triển lãm Nghệ thuật Wisma Budaya trong trung tâm thành phố là nơi tổ chức một số buổi trưng bày tầm cỡ quốc gia cũng như khu vực. Toà nhà Hongkod Koisaan ở Penampang là trụ sở của Hiệp hội Văn hoá Kadazan-Dusun (KDCA). Cứ đến tháng 3 hàng năm thì Hiệp hội lại tổ chức Lễ hội Kaamatan (tức Hội Mừng Được Mùa) và cuộc thi sắc đẹp Unduk Ngadau. Làng Văn hoá Monsopiad (Kampung Monsopiad) là nơi diễn ra các buổi diễn về văn hoá Kadazan-Dusun. Tên làng được đặt theo tên của vị chiến binh Kadazan-Dusun săn đầu người là Monsopiad.

#### Lịch sử
Padang Merdeka hay Town Field ở Kota Kinabalu là nơi diễn ra buổi tuyên bố độc lập của bang Sabah và thành lập quốc gia Malaysia. Thủ hiến đầu tiên của Sabah - Tun Fuad Stephens - là người đọc tuyên bố thành lập Liên bang Malaysia vào ngày 16 tháng 9 năm 1963 (Ngày Malaysia). Hiện nay, mỗi năm người ta lại tổ chức lễ Ngày Thành phố vào ngày 2 tháng 2, Ngày Merdeka vào ngày 31 tháng 8 và hàng loạt lễ lạt khác.
Tháp đồng hồ Atkinson gần Bandaran Berjaya được Mary Edith Atkinson xây dựng năm 1905 để tưởng nhớ người con trai Francis George Atkinson của bà. Trong quá khứ tháp này có vai trò hỗ trợ tàu bè ngoài biển. Đây là một trong ba toà kiến trúc trước Chiến tranh thế giới thứ hai còn đứng vững qua cuộc chiến. Đài tưởng niệm Chiến tranh Petagas nằm gần Sân bay quốc tế Kota Kinabalu là địa chỉ nhắc nhớ về những con người đã ngã xuống khi đứng lên chống lại quân đội Nhật Bản thời Chiến tranh thế giới thứ hai. Đài toạ lạc ở địa điểm mà quân Nhật đã xử tử các Du kích Kinabalu vào năm 1944. Ở Sembulan, có một đài tưởng niệm nữa mang tên Hai số 6 nằm ngay tại vị trí xảy ra Thảm kịch Hai số 6 (6 tháng 6 năm 1976) khi chiếc máy bay chở Thủ hiến đầu tiên của Sabah cùng sáu bộ trưởng của bang rơi xuống đất.

#### Các khu giải trí và bảo tồn thiên nhiên

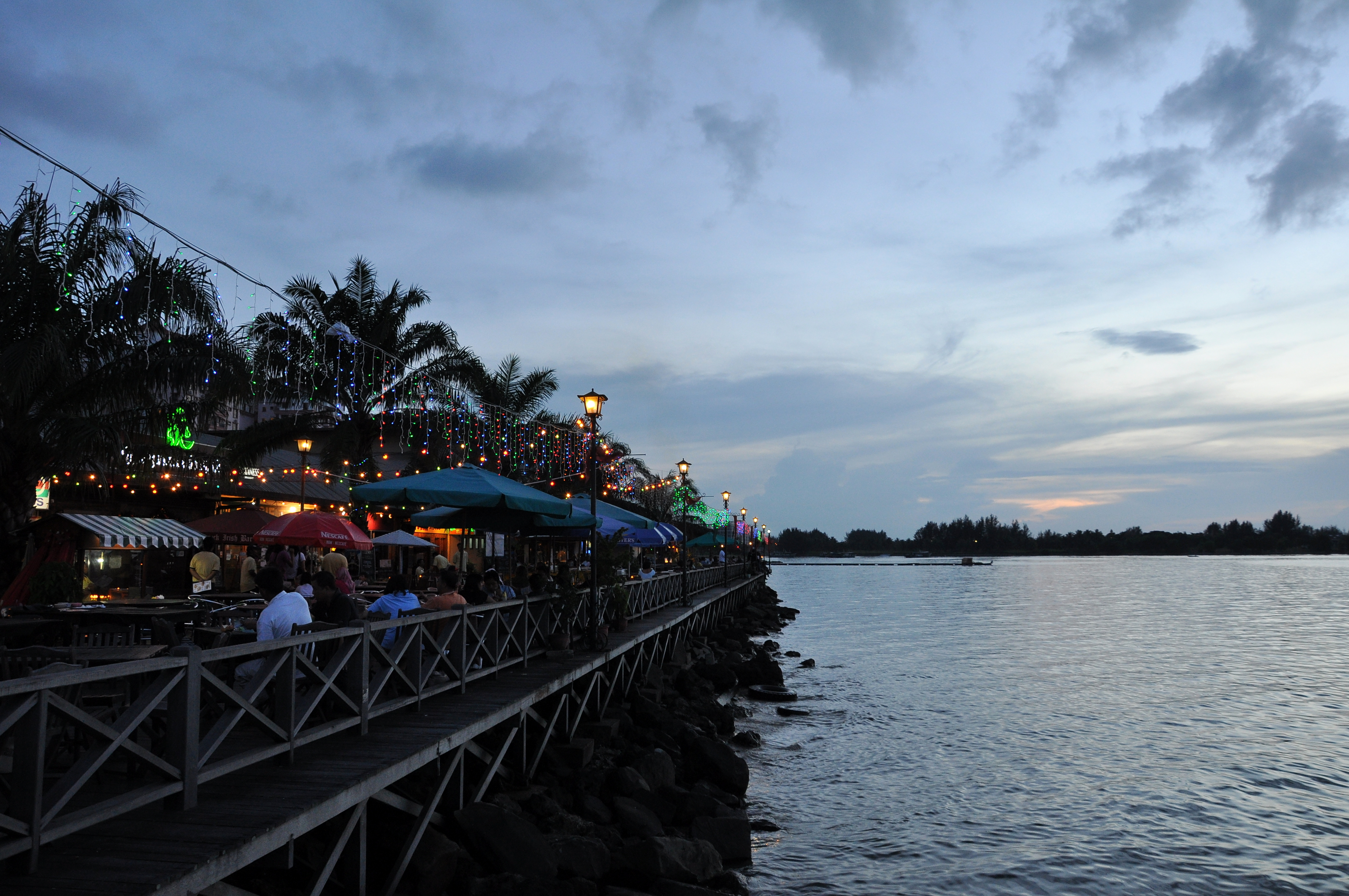
Lối đi lót ván ở Kota Kinabalu lúc chạng vạng

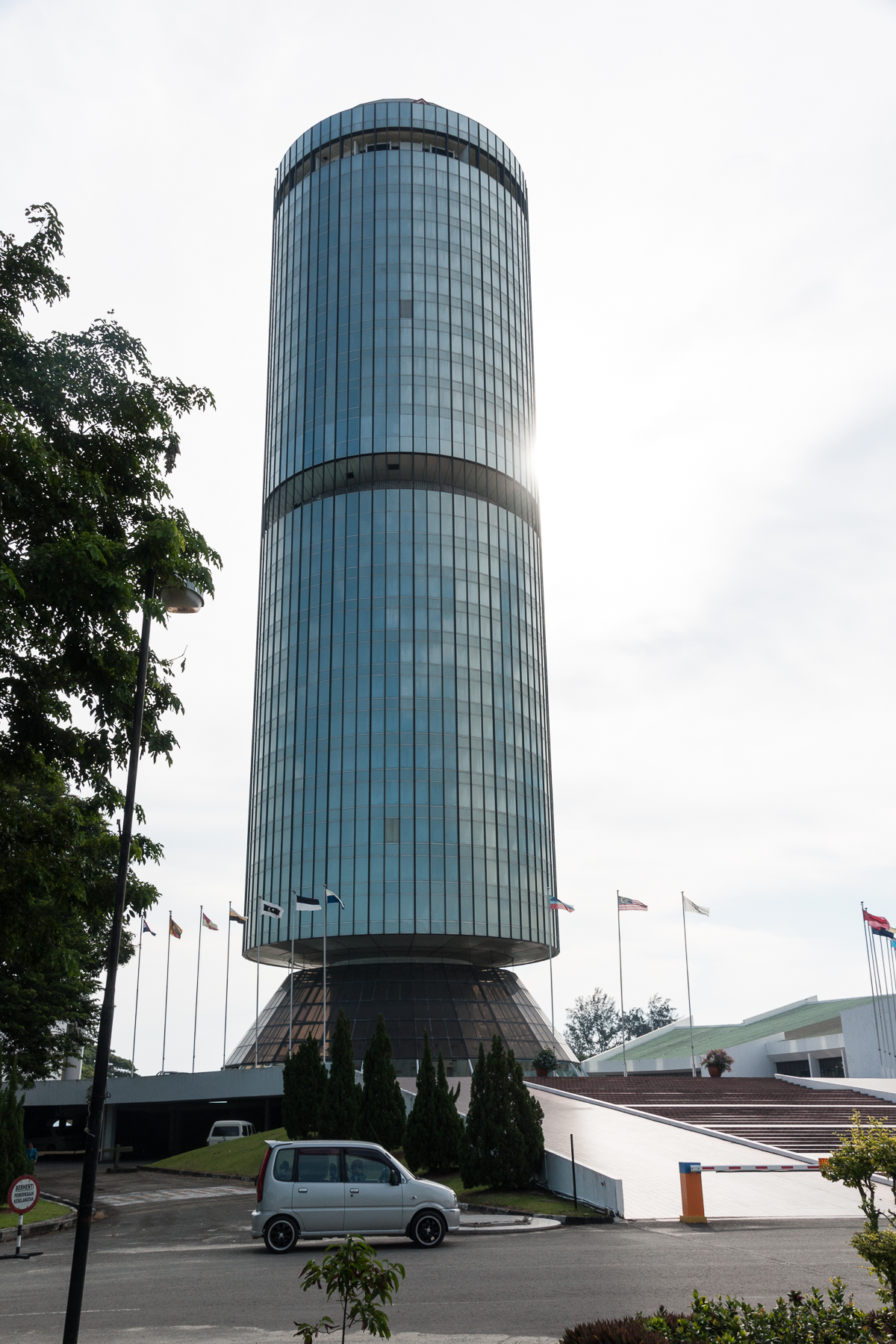
Tháp Tun Mustapha

Kota Kinabalu là nơi có nhiều địa điểm giải trí và khu bảo tồn thiên nhiên. Anjung Samudra (KK Waterfront) là khu vực giải trí ở bờ sông trong trung tâm thành phố, tập trung các nhà hàng, quán cà phê, quán rượu và một hộp đêm. Câu lạc bộ Đua ngựa Hoàng gia Sabah ở Tanjung Aru tổ chức các cuộc đua lớn mỗi tuần nhưng đã hiện đóng cửa và dời đến Trường đua Tambalang ở Tuaran để nhường đất cho Sân bay quốc tế Kota Kinabalu mở rộng. Câu lạc bộ Golf & Thể thao ngoài trời Sutera Harbour (Sutera Harbour Golf & Country Club) gần trung tâm thành phố toạ lạc trên một khu đất lấn biển; nơi này có sân golf, bến du thuyền và hai khách sạn.
Bãi biển Tanjung Aru - cách trung tâm thành phố 6 km - là một trong những bãi tắm dọc theo Bờ Tây. Tên gọi của bãi biển xuất phát từ cách gọi cây phi lao (Aru) mọc ở bờ biển. Dọc theo chiều dài hơn 2 km của bãi tắm là nhiều quán xá ăn uống, nhà hàng và các câu lạc bộ giải trí về đêm. Gần Tanjung Aru có Câu lạc bộ Golf Kinabalu (Kinabalu Golf Club), Vườn thực vật Hoàng tử Philip (Prince Philip Botanical Park), Câu lạc bộ Du thuyền KK (KK Yacht Club) và Khu nghỉ dưỡng Shangri-la Bãi biển Tanjung Aru (Shangri-La's Tanjung Aru Beach Resort). Tanjung Aru nổi tiếng với khung cảnh khi hoàng hôn buông xuống.

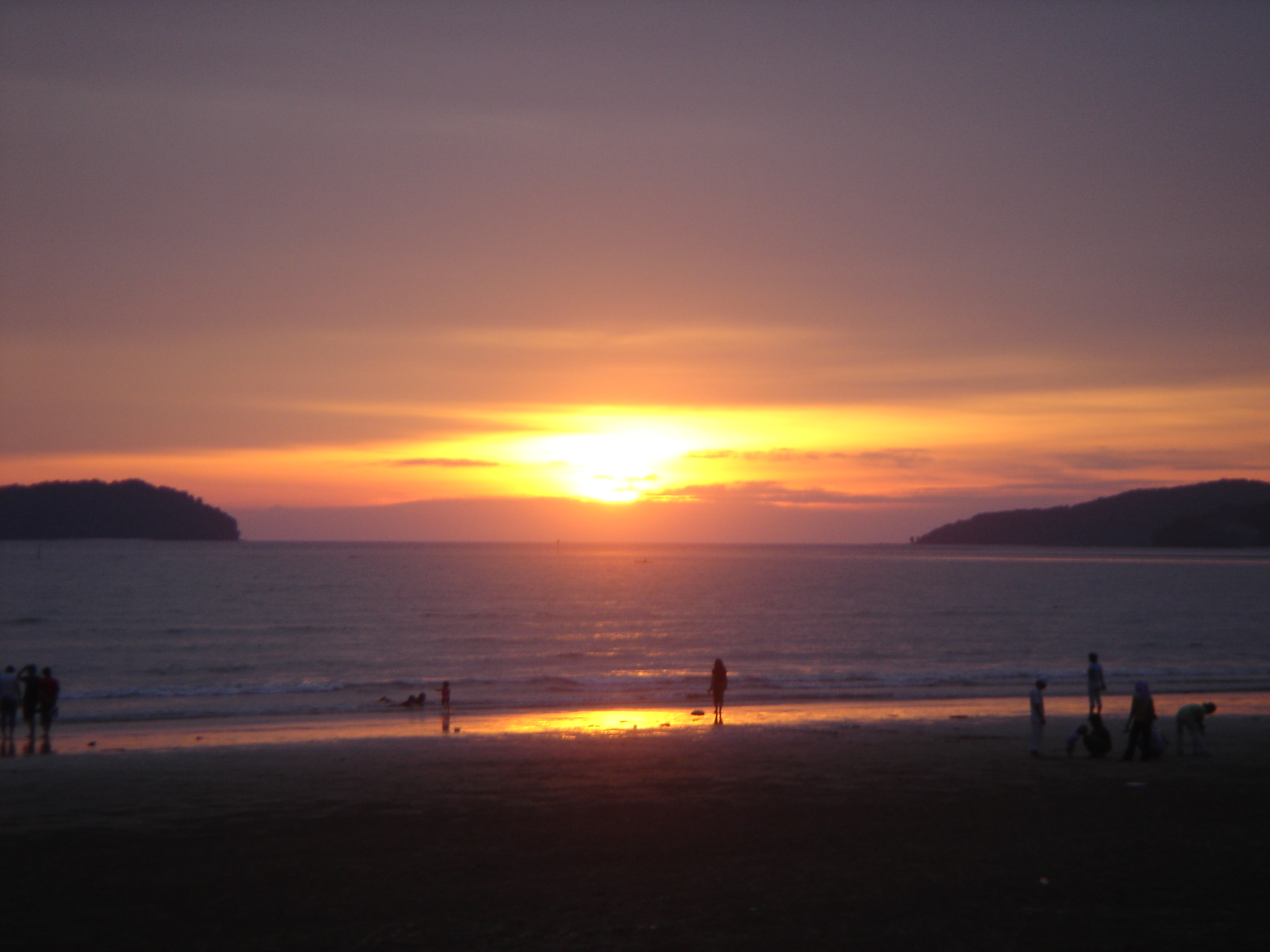
Cảnh hoàng hôn trên bãi tắm Tanjung Aru. Xa xa về bên trái đường chân trời là đảo Sulug và về bên phải là đảo Manukan.

Nằm trong vùng vịnh Likas là Khu bảo tồn chim Kota Kinabalu có diện tích 97.000 m². Đây là mảng duy nhất còn sót lại của một cánh rừng ngập mặn rộng lớn từng tồn tại dọc duyên hải thành phố. Tháng 9 năm 1996, chính quyền bang quyết định đưa khu vực này vào trạng thái bảo tồn nhằm mục đích hỗ trợ và tăng cường hiểu biết cũng như ý thức về giá trị của đất ngập nước. Vườn Hoang dã Lok Kawi (Lok Kawi Wildlife Park) ở Lok Kawi (20 km về phía nam thành phố) là nơi sở hữu vườn động vật đầu tiên ở Sabah. Với diện tích 1,1 km², có thể xem đây là vườn động vật lớn nhất Malaysia. Bể thủy sinh The Green Connection ngay bên ngoài trung tâm Kota Kinabalu trưng bày đa dạng sinh học cá, san hô và bò sát của Sabah. Tính đến 2010, The Green Connection trưng bày bảy hệ sinh thái và hơn 1.200 loài sinh vật nhìn thấy được bằng mắt thường.
Công viên Tun Fuad Stephens ở Bukit Padang là địa điểm chạy bộ thể dục và leo núi phổ biến của dân địa phương. Bao bọc xung quanh công viên là những khu rừng và một hồ nước nhân tạo. Nơi này có một vài cửa hàng ăn và nhà hàng. Vườn quốc gia Tunku Abdul Rahman - bao hàm các đảo Sapi, Mamutik, Manukan, Sulug và Gaya - là nơi bơi ống thở nổi tiếng và chỉ cách thành phố 15 đến 30 phút đi phà. Sông Babagon ở Penampang và cụm thác nước Kiansom gần Inanam là những địa điểm dã ngoại và tắm thư giãn được ưa chuộng.
Cách thành phố 70 km về phía gần Keningau là Vườn quốc gia Dãy núi Crocker - nơi đi bộ đường rừng và cắm trại phổ biến. Kota Kinabalu cũng là cửa ngõ đến tiếp cận Vườn quốc gia Kinabalu. Lái xe hai giờ đồng hồ khỏi thành phố là đến được núi Kinabalu cao 4.085 m. Khu bảo tồn rừng Rafflesia gần Tambunan (cách thành phố 30 km) cũng thuộc phạm vi Vườn quốc gia Dãy núi Crocker. Tại đây có giống hoa Rafflesia được mệnh danh là hoa nặng nhất thế giới. Gần đó có Khu nghỉ dưỡng Cao nguyên Gunung Emas nổi tiếng vì phong cảnh và khí hậu mát mẻ. Trại nuôi cá sấu Tuaran nằm cách thành phố 30 km về phía bắc là nơi nuôi nhốt cá sấu quy mô lớn nhất Sabah với số lượng 1.400 cá thể.

#### Những thắng cảnh khác
Tháp Tun Mustapha (tên cũ: Toà nhà Quỹ Sabah) là một tháp kính cao 30 tầng, cách trung tâm Kota Kinabalu 10 phút lái xe. Toà tháp được nâng đỡ bởi các thanh thép cường độ cao. Đây là một trong ba toà nhà trên thế giới được thiết kế theo kiểu này.
Tại các khu vực Sembulan, Tanjung Aru, Kampung Likas và Kampung Pondo (thuộc đảo Gaya), có nhiều ngôi nhà sàn xây trên vùng nước nông là nơi ở của người Bajau.
Nhà thờ Hồi giáo Thành phố ở vịnh Likas là một điểm mốc quan trọng trong thành phố. Nằm cách thành phố 3 km, thánh đường tráng lệ nằm giữa một đầm nước nhân tạo này là thánh đường Hồi giáo lớn nhất Kota Kinabalu với sức chứa từ 9.000 đến 12.000 tín đồ cầu nguyện một lúc. Một tác phẩm kiến trúc khác là Thánh đường Hồi giáo Bang Sabah với mái vòm đẹp lộng lẫy.
Đến Đài quan sát Đồi Signal gần quận kinh doanh trung tâm, khách tham quan có thể nhìn bao quát phong cảnh trung tâm thành phố, các hòn đảo và biển cả.

#### Khu mua sắm

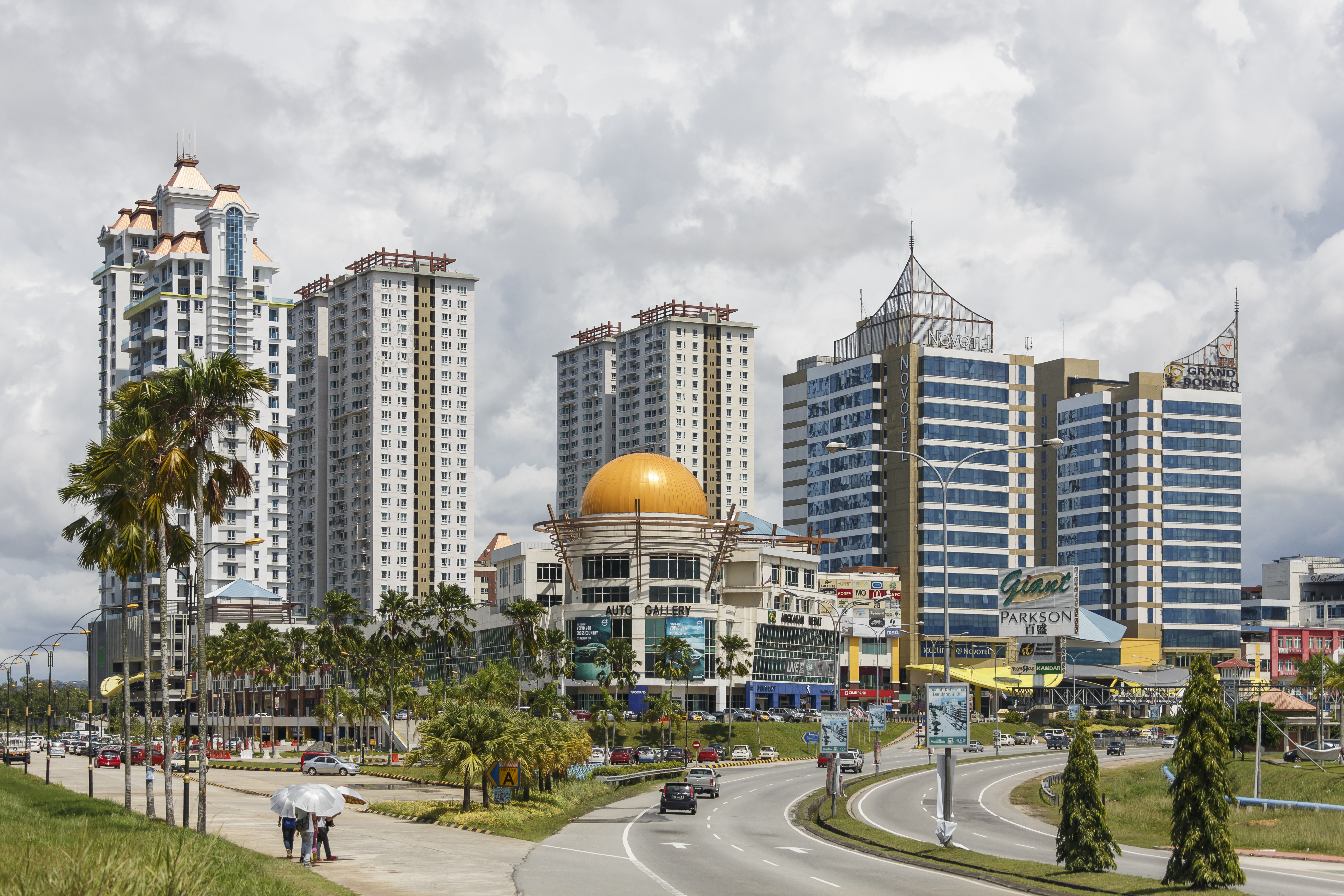
1Borneo Hypermall là trung tâm thương mại lớn nhất Kota Kinabalu và toàn Đông Malaysia.

Kota Kinabalu có nhiều trung tâm mua sắm, bao gồm Kompleks Karamunsing, Centre Point, Wisma Merdeka, Warisan Square, Plaza Wawasan, Kompleks Asia City, City Mall, KK Plaza, Suria Sabah và 1Borneo - trung tâm mua sắm lớn nhất thành phố. Một số khu mua sắm mới xây dựng là Trung tâm thương mại Suria Sabah và Trung tâm thương mại Megalong (quận Penampang). Chợ phiên Chủ nhật Phố Gaya (Gaya Street Sunday Market) là nơi tụ tập hàng tuần của những người bán rong với hàng loạt các mặt hàng từ quà lưu niệm văn hoá dân tộc truyền thống cho đến thú cưng và hoa. Chợ Hàng thủ công Kota Kinabalu (Handicraft Market) là nơi bán dạo các sản phẩm thủ công truyền thống, hàng lưu niệm và thực phẩm.

#### Giải trí

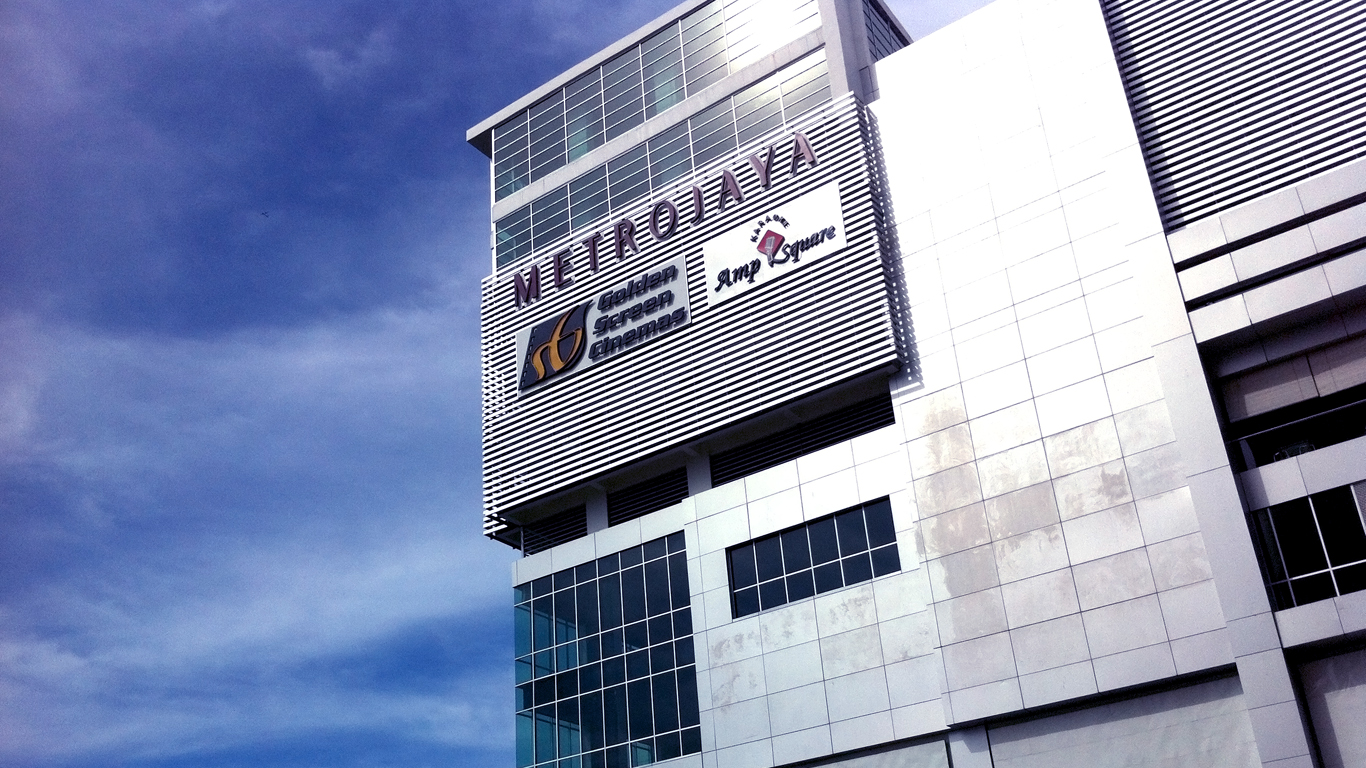
Golden Screen Cinemas nằm trong Trung tâm thương mại Suria Sabah

Thành phố có bốn rạp chiếu bóng, gồm hai rạp Golden Screen Cinemas (thường gọi là GSC), một rạp Growball Cineplex và một rạp Megalong Cineplex. Rạp GSC thứ nhất nằm trong Trung tâm thương mại Suria Sabah (Suria Sabah Shopping Mall) còn rạp thứ hai nằm ở Trung tâm thương mại 1Borneo. Mỗi rạp đều có tám phòng chiếu và đều có phòng phim 3D. Growball Cineplex và Megalong Cineplex, mỗi rạp có một phòng chiếu phim 3D. 1Borneo và Sutera Harbour Marina có sàn chơi bowling và bàn bi-da.

### Thể thao

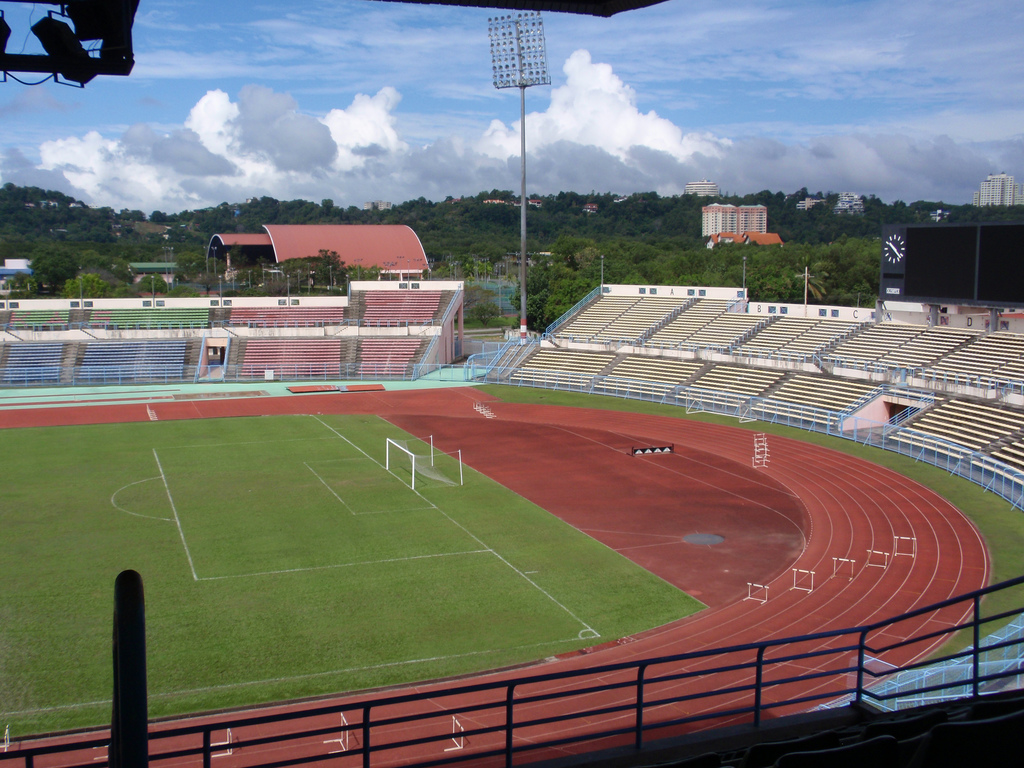
Sân vận động Likas - sân nhà của đội Sabah FA

Khu phức hợp Thể thao Likas (Likas Sports Complex) ở Kota Kinabalu là nơi sở hữu nhiều tiện nghi thể thao và giải trí đa dạng dành cho công chúng. Trong số các cơ sở vật chất này, có một sân bóng đá 20.000 chỗ ngồi (nâng cấp năm 1994), sân quần vợt, cầu lông, bóng quần, thể dục dụng cụ, bể bơi kích cỡ Olympic, sân tập golf, sân khúc côn cầu và sân thể thao Youth Challenge với một sân trượt băng tiêu chuẩn quốc tế và trung tâm leo núi trong nhà. Khu phức hợp có quy mô lớn nhất bang Sabah này từng là nơi diễn ra vô số sự kiện thể thao mang tầm cỡ quốc gia và quốc tế. Sân vận động Likas là sân nhà của đội Sabah FA (hay SabaHawks). Ở Penampang cũng có một khu phức hợp thể thao khác với một sân bóng đá kích thước đúng chuẩn.
Kota Kinabalu có năm sân golf, bao gồm Câu lạc bộ Golf và Thể thao ngoài trời Sabah (Sabah Golf and Country Club) ở Bukit Padang, Câu lạc bộ Golf Kinabalu (Kinabalu Golf Club) ở Tanjung Aru, Câu lạc bộ Golf và Thể thao ngoài trời Vịnh Dalit (Dalit Bay Golf and Country Club), Câu lạc bộ Golf và Thể thao ngoài trời Sutera Habour Marina (Sutera Habour Marina Golf and Country Club) và Khu nghỉ dưỡng Golf Nexus Karambunai (Nexus Golf Resort Karambunai).
Thành phố từng đăng cai nhiều sự kiện thể thao quốc gia như Sukma Games 2002 cũng như các giải đấu quốc tế như Vô địch Karate Thế giới 1994 và Giải Cầu lông BWF Super Series Masters Finals. Đây cũng là điểm khởi đầu của cuộc thi quốc tế Borneo Safari 4x4 Challenge hàng năm. Vùng biển Kota Kinabalu từng là nơi tổ chức Giải đua thuyền máy Công thức 2 UIM World Cup Series tổ chức vào tháng 12 mỗi năm kể từ 2007.

### Âm nhạc
Kota Kinabalu là nơi tổ chức một trong những ngày hội nhạc jazz ưa thích của châu Á là KK Jazz Festival. Ngày hội này đã trở thành một sự kiện tổ chức thường niên. Các nghệ sĩ biểu diễn quốc tế như Son2nos (Venezuela), nữ danh ca nhạc jazz người Hàn Quốc Na Yoon-sun, Junk Unit (Hồng Kông), Double Take (Malaysia), Atilia và Mood Indigo (Anh Quốc) đều từng diễn tại KK Jazz Festival.
Tạp chí BandWidth Street Press là nguyệt san miễn phí duy nhất của thành phố nhằm quảng bá cho âm nhạc địa phương Sabah. Ấn phẩm này ra mắt vào tháng 3 năm 2009 và nhận sự hỗ trợ từ chính quyền địa phương. Bộ trưởng Bộ Văn hoá, Môi trường và Du lịch bang Sabah là Yang Berhormat Datuk Masidi Manjun từng nhắc đến tạp chí này như một ấn phẩm giới thiệu và quảng bá cho các nhạc sĩ địa phương song song với cung cấp thông tin cập nhật về bức tranh hoạt động giải trí của địa phương.

## Một số người Kota Kinabalu nổi tiếng
Chính trị
- Mary Yap Kain Ching: Thứ trưởng Bộ Giáo dục của Malaysia[138]
- Penny Wong: Bộ trưởng Bộ Tài chính và Phi điều tiết hóa của Úc[139][140]

Giải trí
- Che'Nelle: ca sĩ nhạc R&B hoạt động ở Úc[141]
- Roger Wang: bậc thầy ghi-ta thường
- Stacy Anam: thí sinh chiến thắng cuộc thi Akademi Fantasia mùa thứ 6[142]